# SUPER GT
AUTOBACS SUPER GT（オートバックススーパージーティー）は、自動車レースの1カテゴリー。2004年までは全日本GT選手権（JGTC）として開催されていたが、2005年からFIA公認の国際シリーズとなり現在の名称となった。

## 概要
全日本GT選手権を前身とし2005年より開催されている選手権シリーズである。日本で開催されている自動車レースのシリーズとしては、1レース当たりの観客動員数は3万人 - 6万人と最大で、スーパーフォーミュラと並び、日本最高峰の自動車レースである。その注目度から海外の自動車メーカーも参加している。
GT500クラスとGT300クラスという、異なる2つのクラスの車両が同一コースを混走するという方式で、両クラスの速度差から徐々に混走状態となり、コースの所々で抜きつ抜かれつの争いが展開される。その為、観客にはより楽しめるエキサイティングな場面が増え、ドライバーには両クラスに注意しつつポイントを見極めながらタイムロスを抑えて上位を目指し走行するという高いスキルが求められるレースとなっている。
シリーズ戦の中で、成績によりウェイト（重り）が加算されていくサクセスウェイト（旧称ウェイトハンデ）制やリストリクターの導入などで、各車両の性能を調整して力を拮抗させることで、白熱のレース展開となる様な演出がなされているため、必ずしも有力チームが上位を占める訳では無く、シーズン終盤までポイントが僅差となることも珍しくない。レース距離は250km - 800kmのセミ耐久レースで、必ず2人のドライバーが組み、予選・決勝共に2人のドライバーが走ること、及び1人のドライバーが全体の3分の2を超えて走ってはならずドライバー交代が義務付けられている。かつてはF1、WEC、DTMなど海外のトップカテゴリーを経験したドライバーが参戦する例もあったが、2023年現在はそういった例は減っている。
2023年現在はJ SPORTSにて生中継がBS・CS放送やオンデマンドで行われているほか、レース終了の数週間後には公式YouTubeチャンネルにて決勝レースのフル映像が無料で公開されている。
シリーズの運営は2008年4月に設立された「株式会社GTアソシエイション」によって行われている。かつてはシリーズに参加する各チームらの代表によって構成される任意団体のGTアソシエイション (GTA) が行ってきたが、安定した運営母体として正式な法人化を必要とする声が高まったり前述の株式会社が設立された。

## シリーズ発足の経緯
JGTCは、JAFの管轄下でレースを開催してきたが、2002年より日本国内に加えマレーシアでシリーズ戦を開催してきた。海外プロモーターからの誘致話も多く、2005年はマレーシアに加え上海でもシリーズ戦を開催することが予定されたが、3ヶ国以上でシリーズ戦を行うことはFIAの定める国内選手権の規定から外れるため、JAFの管轄下で開催される「全日本選手権」を名乗ることが出来なくなった。そのためGTAではシリーズ名の変更を検討し、一度は「Super GT World Challenge」という新名称を発表したが、FIAより「World Challengeという名称は世界選手権 (World Championship) との誤解を招く」という理由からその部分を削除するよう求められ、最終的に「Super GT」という名称に落ち着いた。その後、シリーズ名表記を「SUPER GT」で統一することが公式発表されている。
なお、2006年以降の日本以外の開催は2025年現在では一カ国のみであるため、JAF管轄下に復帰し再び「全日本選手権」を名乗ることも可能であるが、GTAでは「レギュレーションの改訂においてJAFの意向に束縛されない」「統一したレースディレクターの採用が可能」などといった理由を挙げ、2006年以降もJAF管轄外で独自にレースを行っている。その後、2020年シーズンでは2020年東京オリンピックに際して富士スピードウェイが自転車競技の会場に用いられることから、代替としてマレーシアとタイでレースが行われる予定が組まれ、実現すればSUPER GT発足後初の3ヶ国以上でのシリーズ戦が1シーズンで行われることとなるはずであったが、新型コロナウイルス感染症の流行に伴い、一転して、シリーズ発足以来初めて海外ラウンドが行われないシーズンとなった。

## 車両

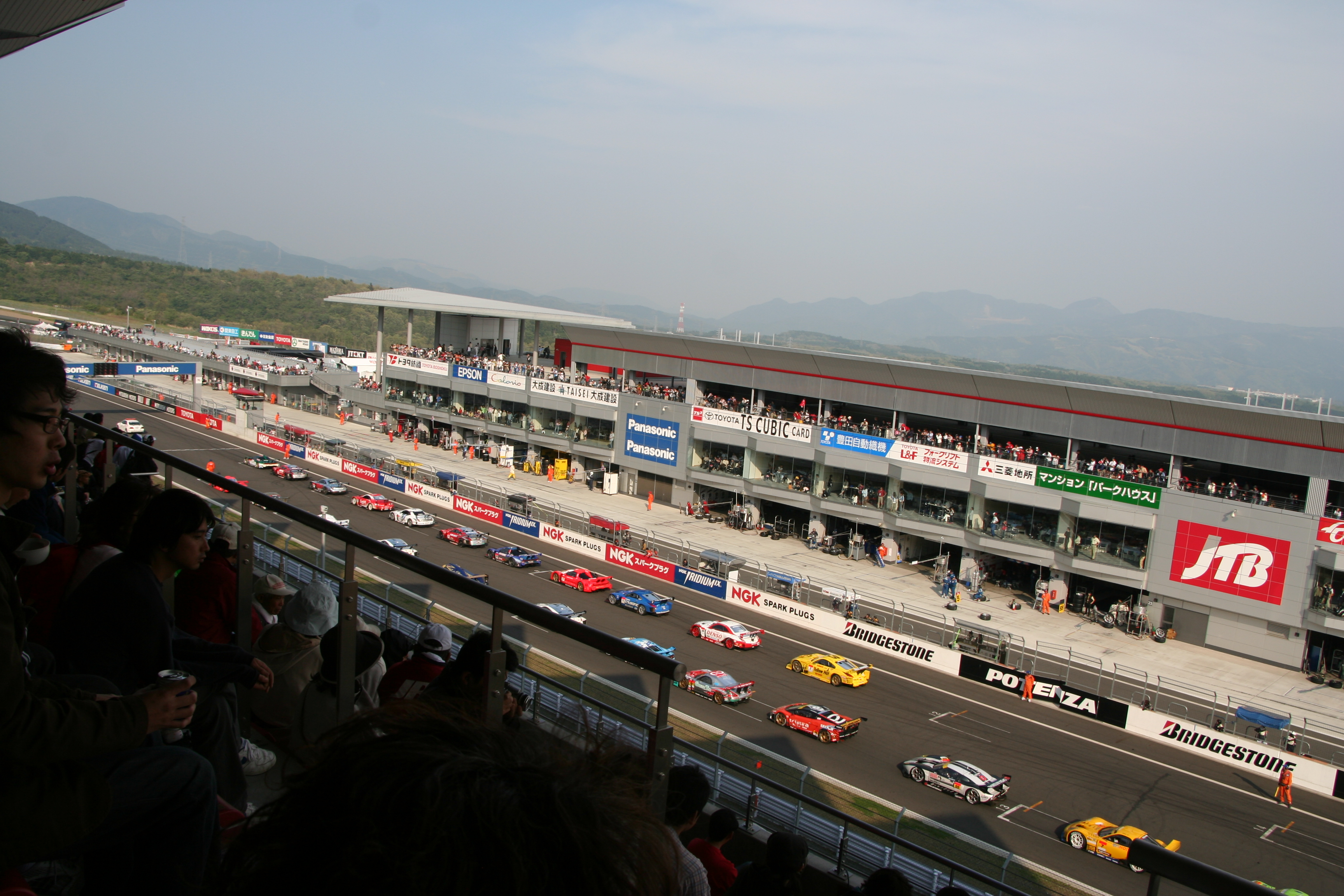
ホームストレート上で再スタートを待つ車両

グランドツーリングカーで行われる。このジャンルのもともとの意図である市販車～改造車によるレースでは、ベース車両の基本性能が競技車両の特性に大きく影響するため、車種の多様性を維持するのは難しい。そこで、SUPER GTの前身であるJGTCではベース車両の諸元などによりGT500とGT300の2クラスに分けて、それぞれの順位を競うという方法を採用し、シリーズ名の変更後も2クラス制が受け継がれている。各車の性能を出来る限り近付けるため、性能調整（BoP: Balance of Performance）が行われている。なお、後述するように、現行の車両、特にGT500はグランドツーリングカーという語の印象にある「市販車の改造車」とは別物となっている。
2015年現在現行のルールでは、GT500とGT300のJAF-GT規格車両については「市販車ベースの改造」とは言い難く、かつてのGT1クラス規定のように形骸化している。特にDTMと共通化を図った2014年以降のGT500の車両は、全車共通のカーボンモノコックと鋼管フレームにクラッシャブルエレメントを付けた車体に市販車風の外板を被せている、といったようなものになっており、かつての（一応は市販車ベースである）特殊プロダクションカーをも越え、FRレイアウトのシルエットタイプカーとなっている。このため、実際に多くのドライバーはグランドツーリングカーの走り方では通用しないためスポーツカーなどの純競技車両的な走り方をしていると言われている。
各クラスの名称は、クラス設立当初の最高出力がエアリストリクターによる吸気制限でGT500は約500PS、GT300は300PSに制限されていたことに由来する。その後、エンジン性能の向上やエアリストリクター径の緩和などによって出力が向上、GT500は2012年時点で600PS近くにまで達し、土屋圭市によると2016年時点でGT500は650馬力以上、GT300は550馬力以上とされている。GT300は原則としてFIA GT3に準拠しているため、両クラスともカテゴリーとしての名称のみが存続している。

### GT500クラス
ゼッケンの色は白地に黒、ヘッドランプの色は白色、もしくは青で、トヨタ (レクサス）、日産、ホンダの3社が巨費を投じて製作したワークス車両が参戦する。参戦台数はメーカーごとに同一の車種がトヨタ6台、ニッサン4台、ホンダ5台の計3車種15台という体制で2011年から長らく変わっておらず、エントラントの入れ替えが発生しても陣営としての台数は維持されており、陣営の台数を超える新規参戦は「プロ野球の球団を増やすぐらい」難しいとされる。
かつてはクラス1としてDTMとの車両規格の統一を図ったものの、2020年シーズンを最後にDTMがFIA GT3に移行したため、2022年現在は独自のカテゴリとなっている。
JGTC時代はグループAの延長で争われており、JTC時代よりも改造範囲を広くすることで当時スポーツカー市場の著しい衰退で車種が減っていた時期でも、古い車種を長く参戦させることができていた。様々なチューニングカーや海外から転用されたレーシングカー等が参戦していたがその分ワークス競争が過激化し、コストが高騰した。そこでJGTC最終期の2003年には前部・後部フレーム構造のパイプフレーム化、前後車両軸のフラットボトム化、トランスアクスル認可、サスペンション形式及びエンジン搭載位置の自由化などにより、性能均衡を円滑にした。これにより徐々に車両のフォーミュラ化が進み、2006年、2007年と空力の制限が行われた。
しかし市販車モノコックでは信頼性や耐久性の不足が訴えられたこと、よりシンプルな性能均衡が求められた結果、モノコックのフルカーボン化が実施された。2009年からはフォーミュラ・ニッポンと基本仕様を共通化した、3.4L V8 NAエンジンをフロントに搭載したFR車両のみが参戦出来るようなレギュレーションとなり、以降は海外のリアエンジンやミッドシップエンジンの大排気量のスポーツカーやスーパーカーは、全て特別に認められた（特認）車両として参加している。国内外メーカーの車両を独自に改造した車両や、FIA GT1車両を使用する個人チーム (プライベーター) が参加する場面は2005年を最後にほとんど無い。2010年以降は3社とも規定に適合した車両を使用した。この規定は日産が1年前倒しのシャシー投入・1年遅れのエンジン投入、ホンダが09年も03年規定マシンを使い続けるなど、当初の目的ほどすっきりとした性能均衡にはならなかった。また、個性が薄れるという批判も見られるようになった。
車重、ホイールベース、最低地上高、トランスミッションなど車両性能に大きく影響を与える部分については概ね共通化されているため、メーカー間で極端に性能が偏ることは少ない。エアロパーツなど共通化されていない部分の自由度は極めて高く、レース毎に次々とアップデートパーツが投入されることも少なくないほど開発競争が激しく、内実はシルエットタイプカーへと変貌を遂げ、FIA GT1の旧規定が消滅した2012年以降では「世界で最も速いGTカー」とも言われる。かつては同じ陣営でも前年仕様（いわゆる型落ち）のマシンを使用し苦戦するチームも見られたが、2022年現在は少なくとも表面上はそういった事例は見られておらず、年度毎に一斉に切り替わっている。
2014年からはエンジンを除き、モノコック、カーボンブレーキ、ダンパー、リアウイングなど基本部分の車両規定をDTMと統一、2012年のDTM車両規定を元にSUPER GTの独自規定を盛り込んだ仕様となった。外観は、各メーカーが市販車の意匠を生かしたデザインとすることをGTAなどに申請して認められている。全車が左ハンドルとなったほか、共通項目は60に上るが、各メーカーは限られた部分に開発を集中出来るというメリットもある。新型はダウンフォースが2013年に比べて約30%増加しコーナリング速度がアップ、最高速度は約10kmもアップしている。一方で、タイヤサイズが2013年よりも小さくなり、シャーシの捻れ剛性が低く、車重が軽くなり速度が増したことなども相まってタイヤへの負担が増えることも指摘されている。但し、ラップタイムに関してはダウンフォースが向上したことで、タイヤが摩耗しても急激な落ち込みは少ないとみられている。2020年からはフロントフェンダー、リアフェンダー、リアディフューザー周り等のデザインがDTMと共通になりより限られたエアロパーツのみが開発を許されており数年間エアロデザインの変更は出来なくなる。2020年までにDTM側でマニュファクチャラーの離脱が相次ぎ、最終的にFIA GT3に移行した事から、2022年現在はGT500クラスとDTMに規格上の繋がりは無い。
エンジンにはスーパーフォーミュラと共通となるガソリン2.0L 直列4気筒直噴ターボの“NRE”を使用する。形式自体は開発コンセプトを除けば市販車と同一で、近年のレースカーと市販車との技術乖離の傾向が改められた。NREには、従来までの吸気を制限する“エアリストリクター”に代わり、エンジンに送られる燃料の上限と瞬間的な流量を制限する“燃料リストリクター”が搭載されている。これにより、設定されたエンジン回転数まで機械式の燃料ポンプで制御、設定回転に達するとF1と同様の100kg/hに燃料供給量が制限される。
燃料制限だけで吸気に制限が無いとしてリーンバーン（希薄燃焼）エンジンとすることも考えられなくはないが、近年は採用例が見られなくなっているようにあまり筋の良いエンジンではない。たとえば排気温度の上昇により、ターボチャージャーに負荷が掛かり、エンジンの耐久性も低下するというリスクがある。（一般に希薄燃焼では燃焼自体による発熱量は下がるが、一方でNREのような直噴エンジンでは特に、噴射される燃料による冷却作用もあるため、燃料の量が減ると冷却も弱くなる）
今後は、如何に少ない燃料でパワーを絞り出すかという、燃焼効率向上も重要開発ポイントの一つとなる。

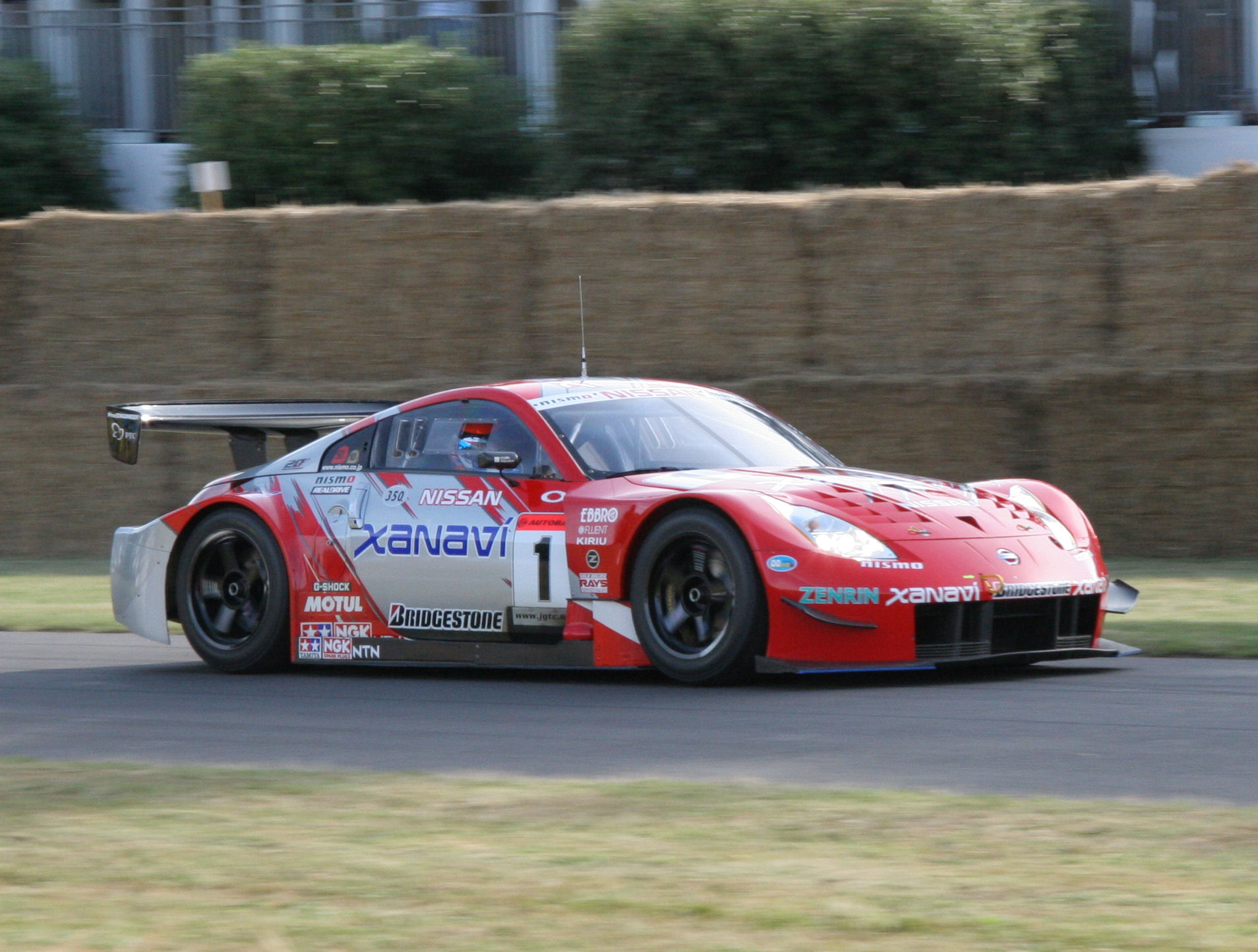
日産・フェアレディZ（2004年）
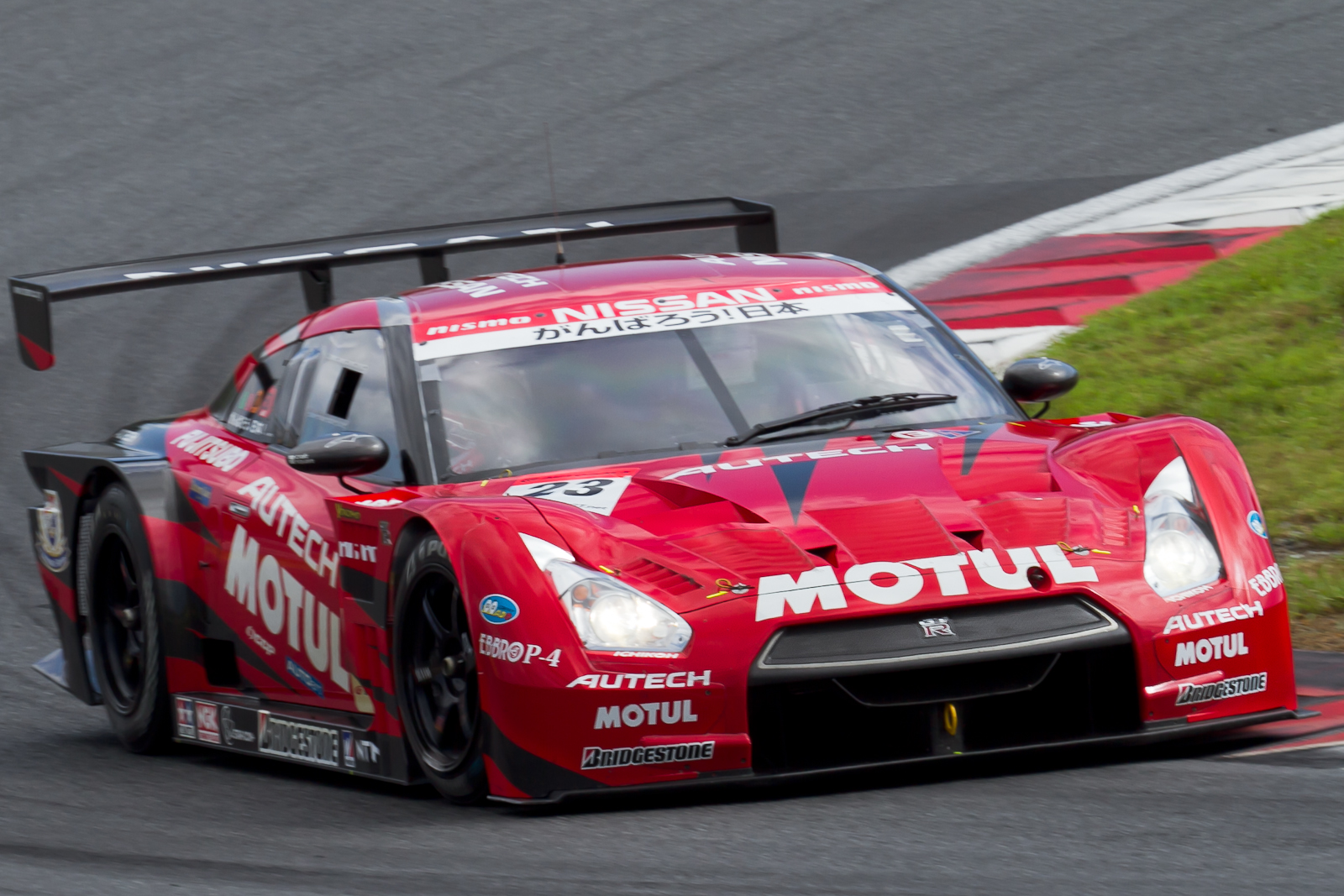
日産・GT-R（2011年）
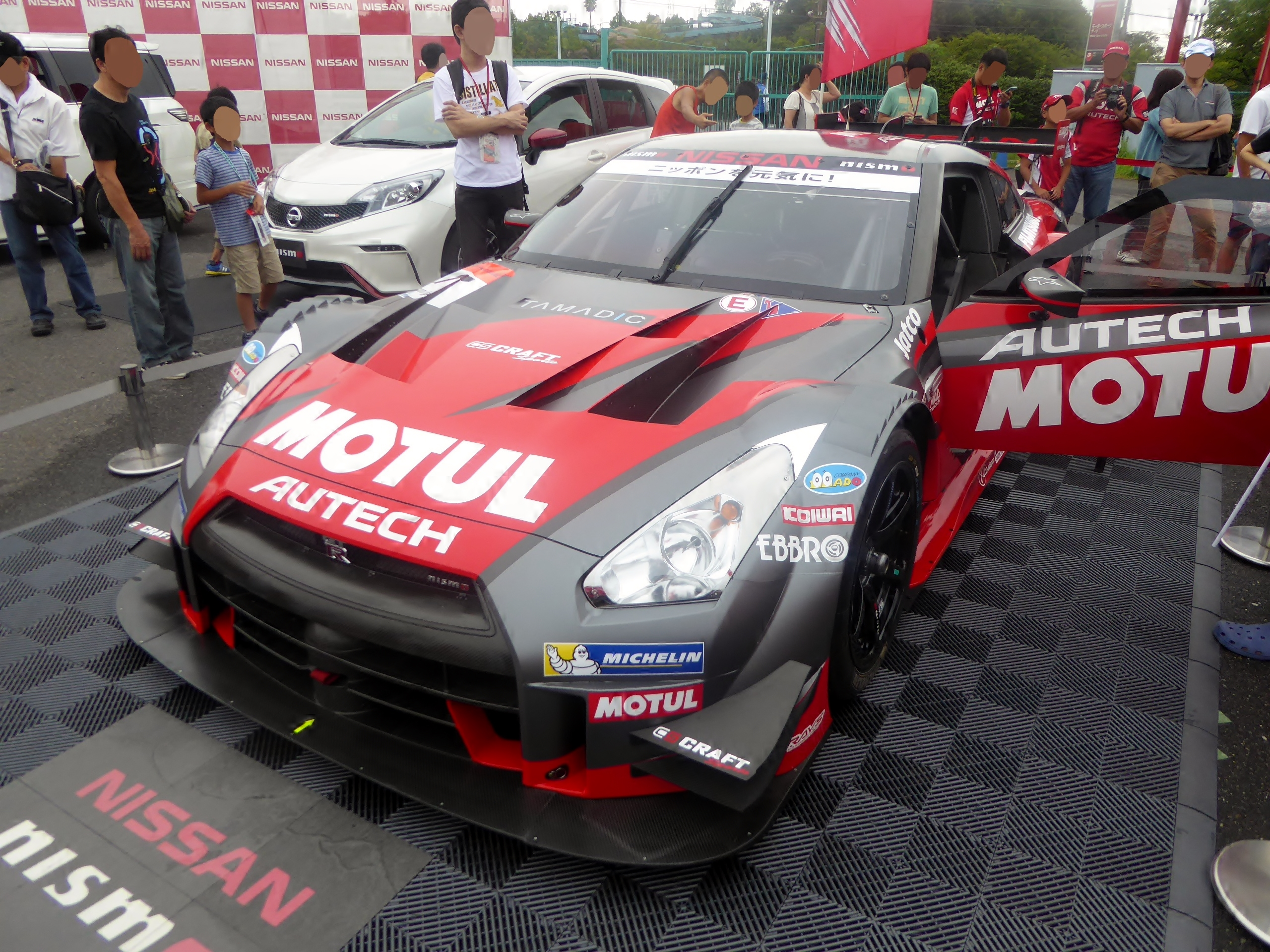
日産・GT-R（2015年）
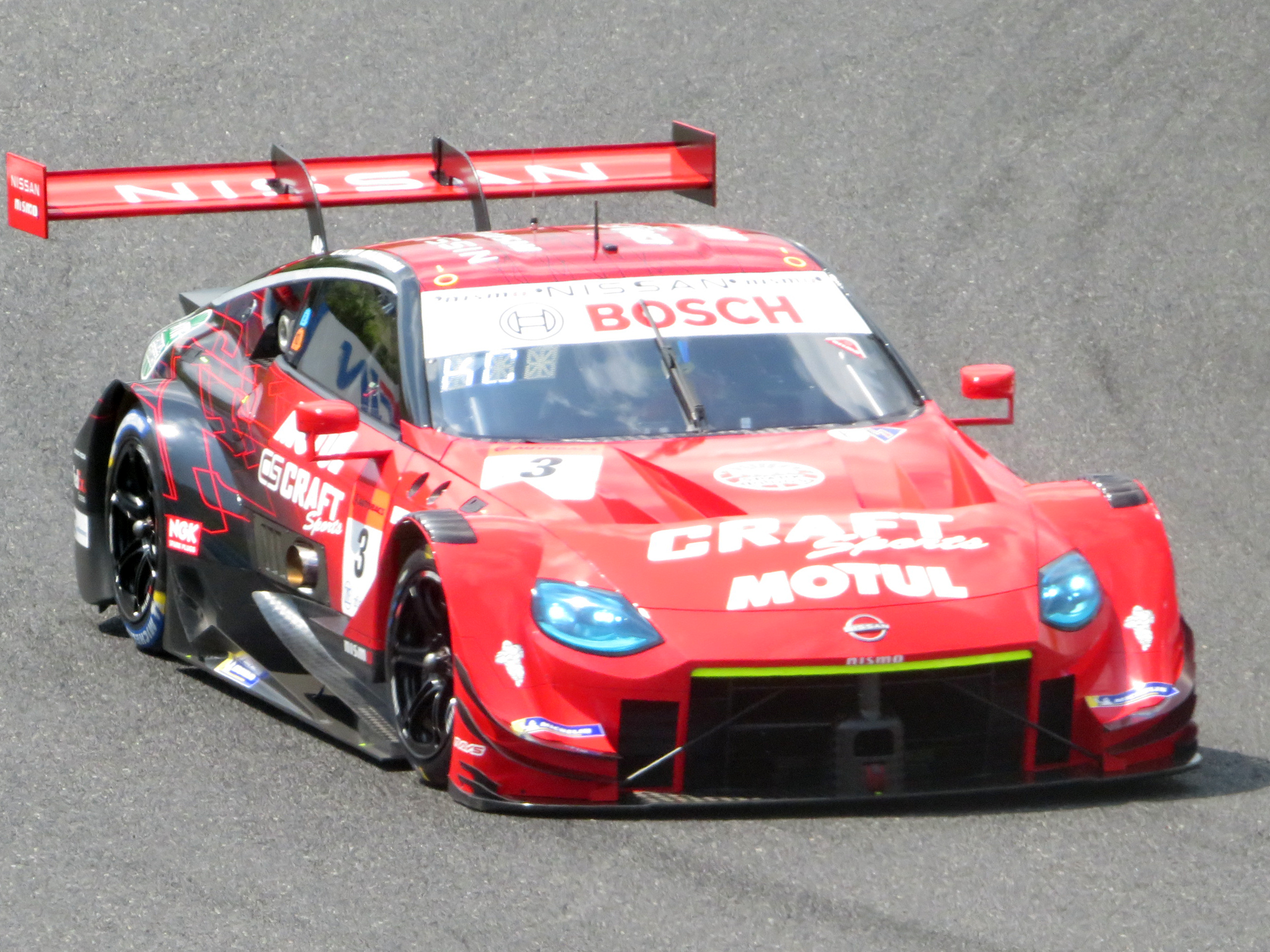
日産・Z（2022年）
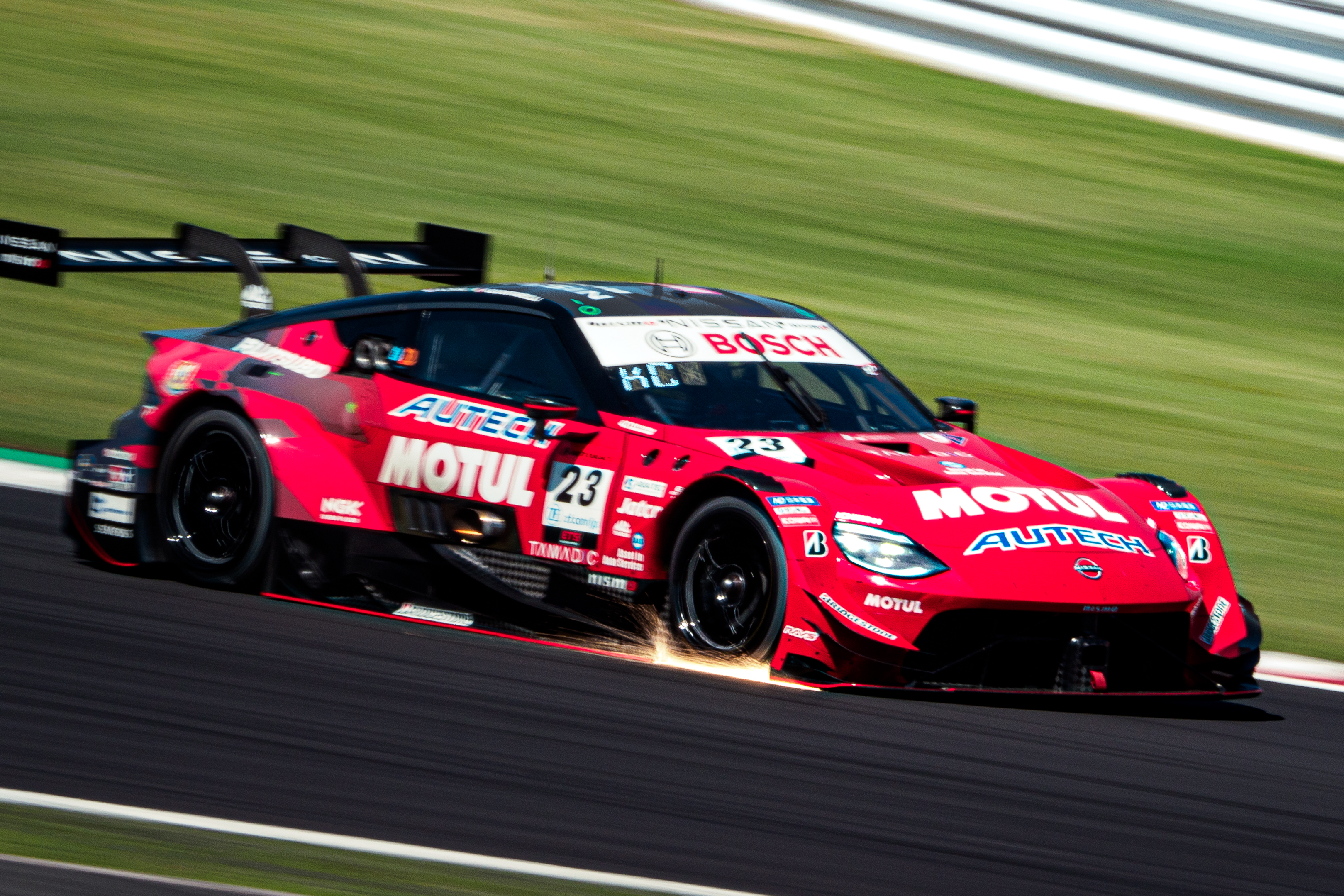
日産・Z NISMO (2024年)

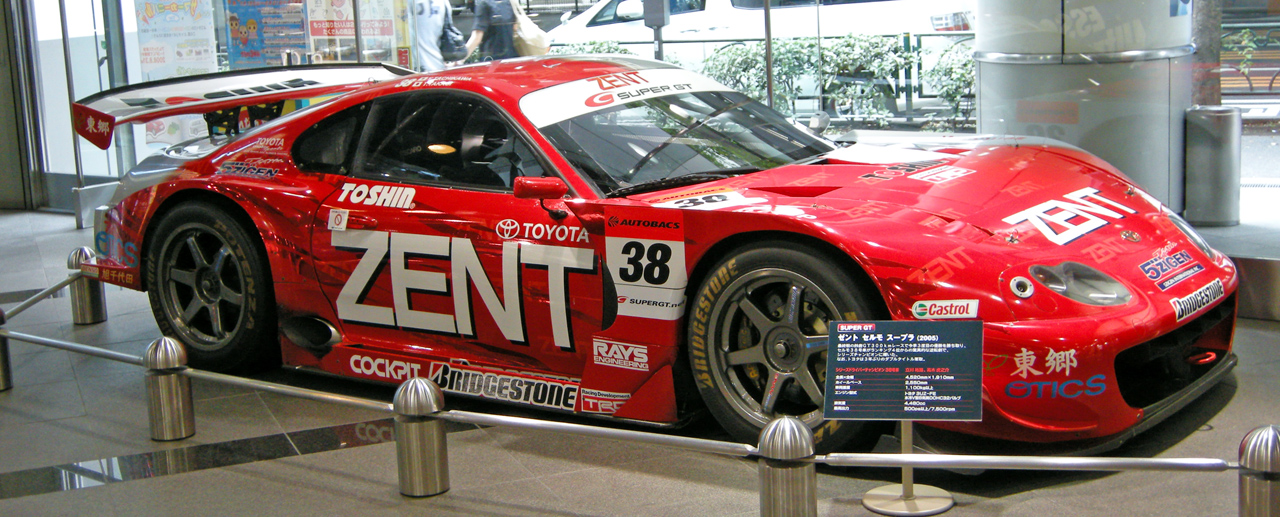
トヨタ・スープラ（2005年）
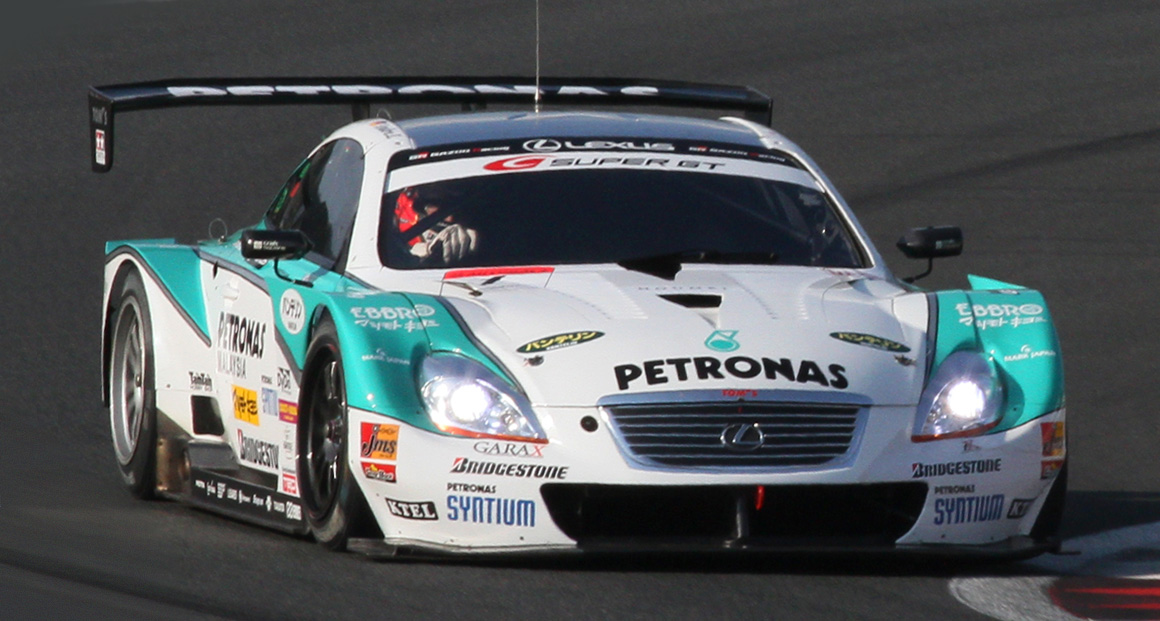
レクサス・SC430（2010年）
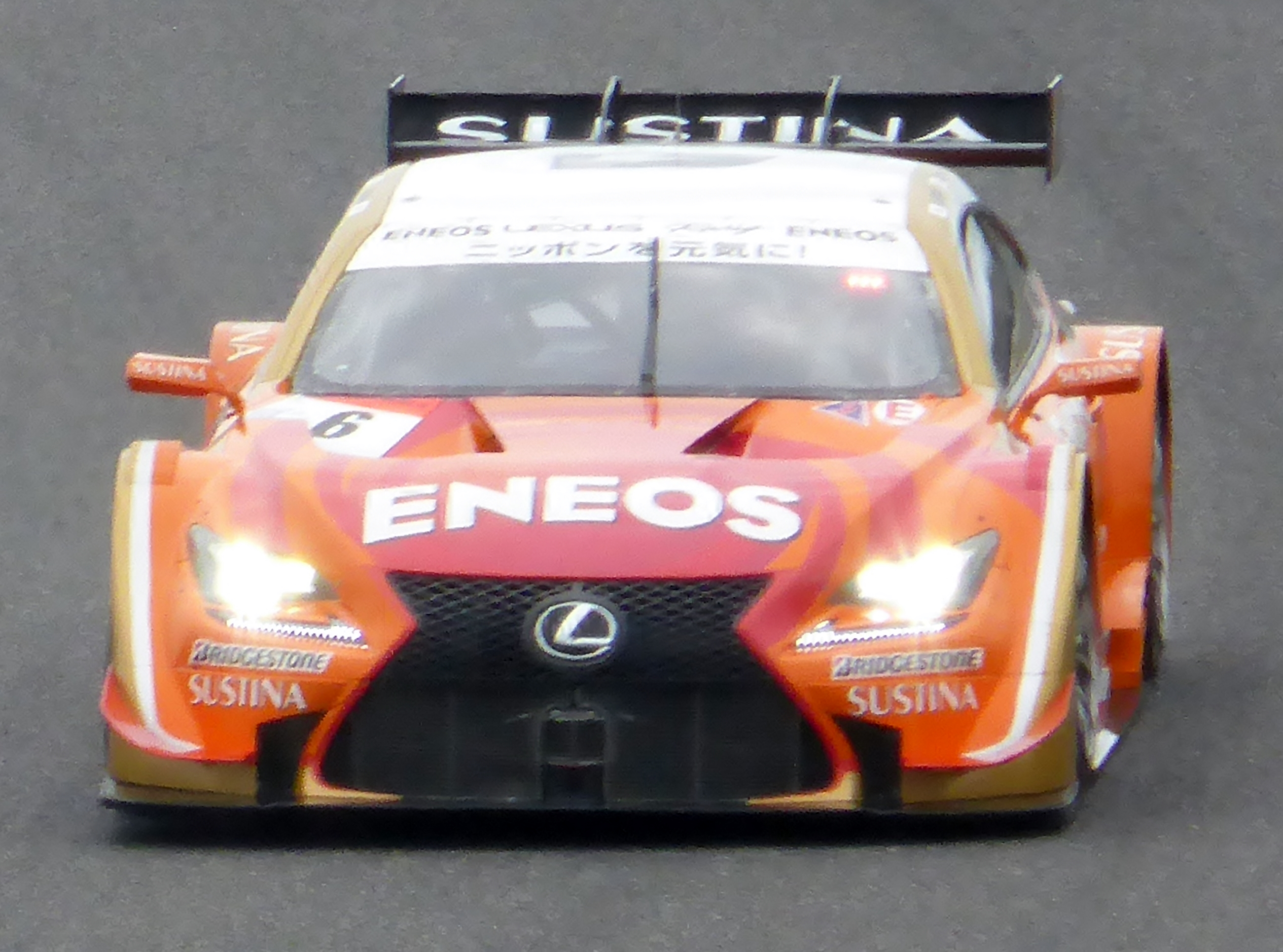
レクサス・RC F（2014年）
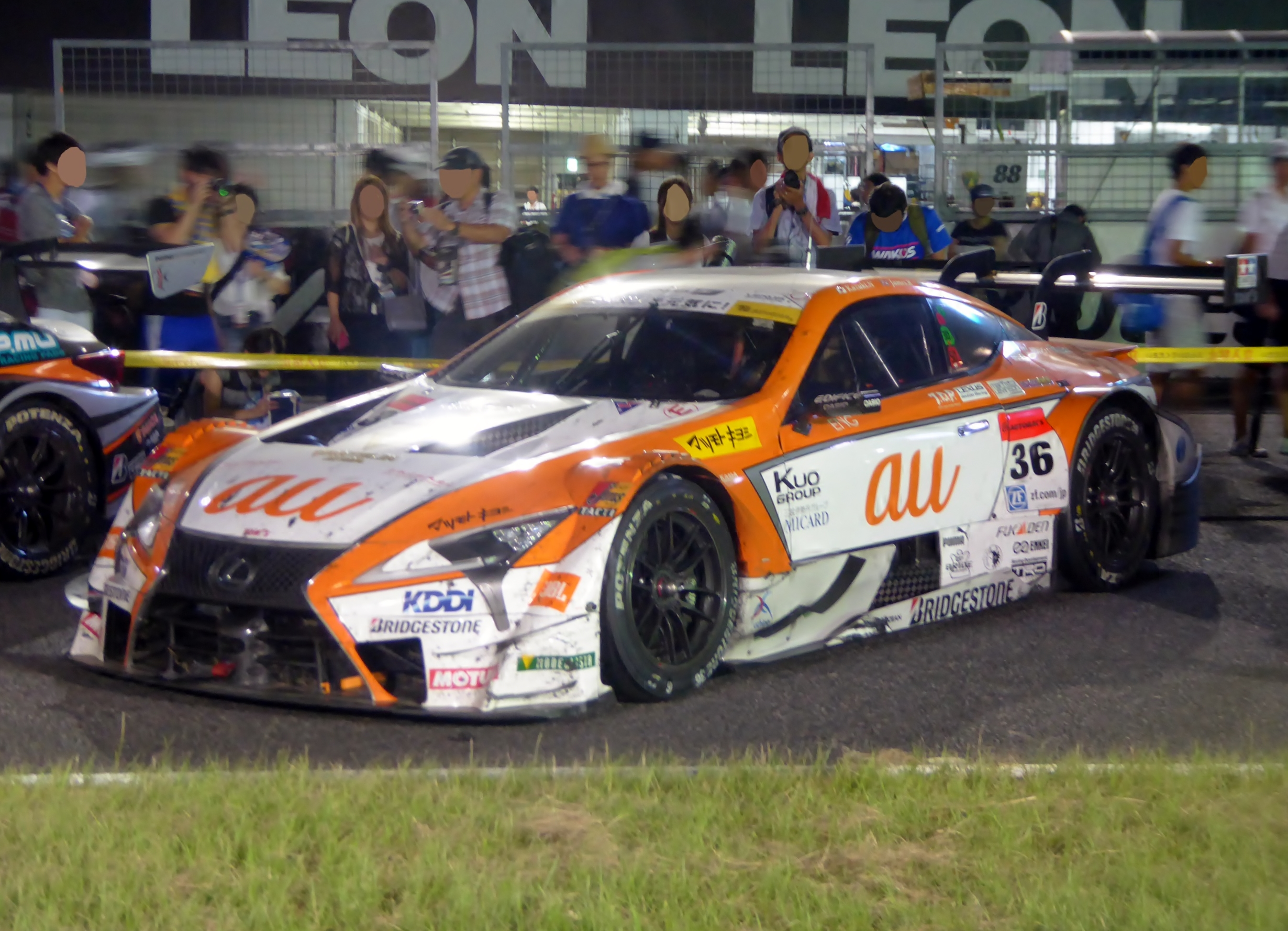
レクサス・LC500（2017年）
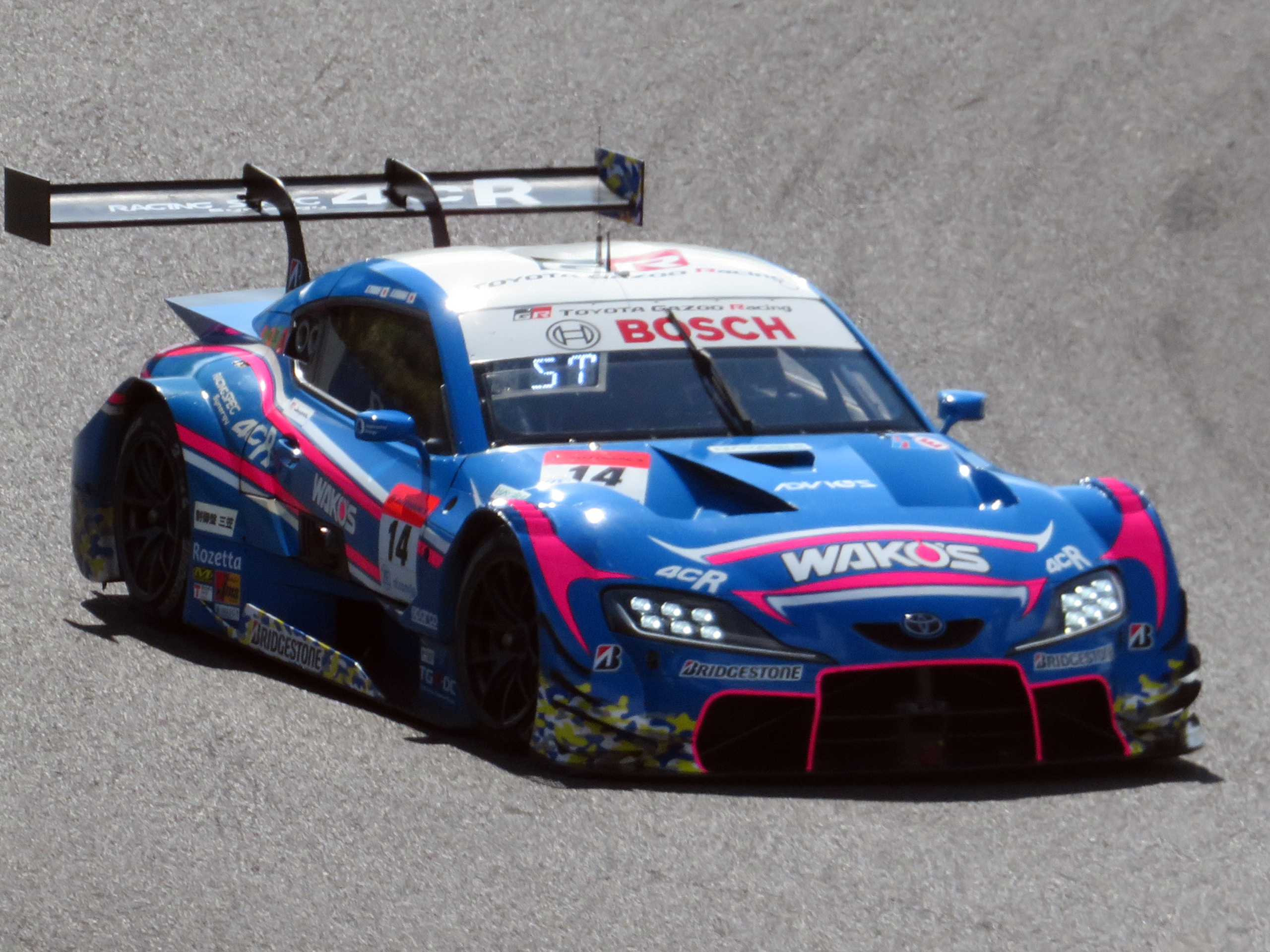
トヨタ・GRスープラ（2020年）

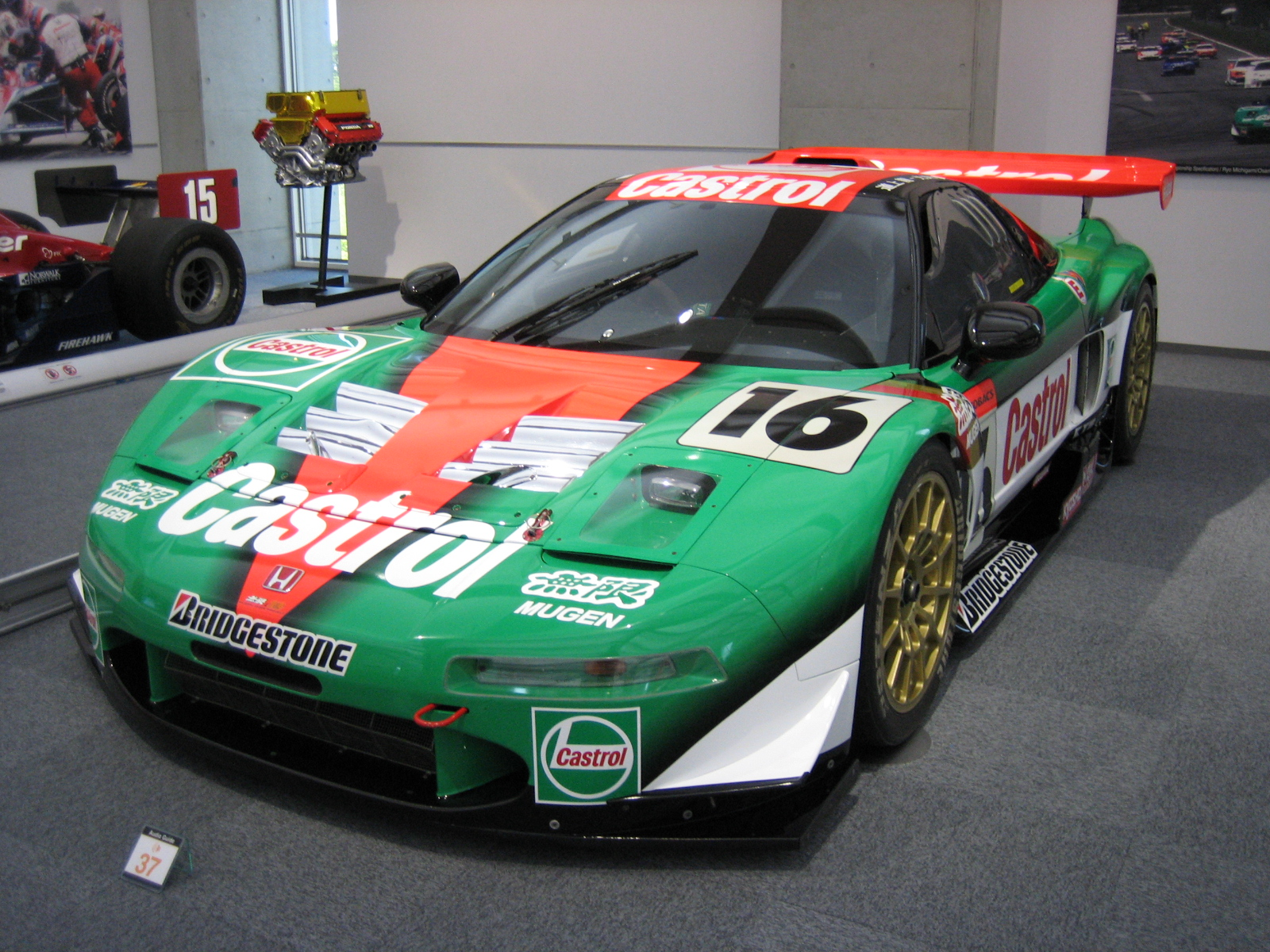
ホンダ・NSX（2000年）
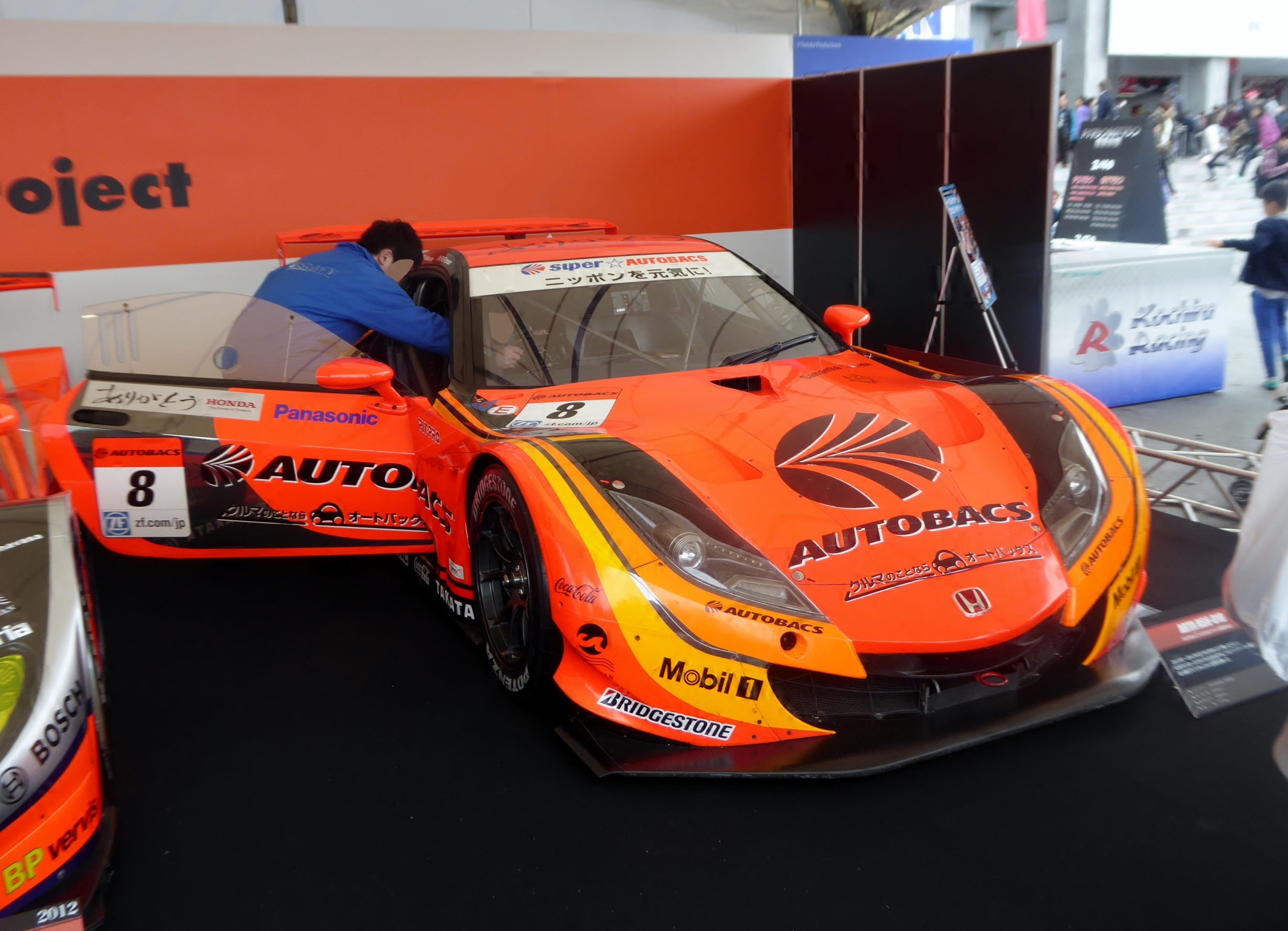
ホンダ・HSV-010（2013年）
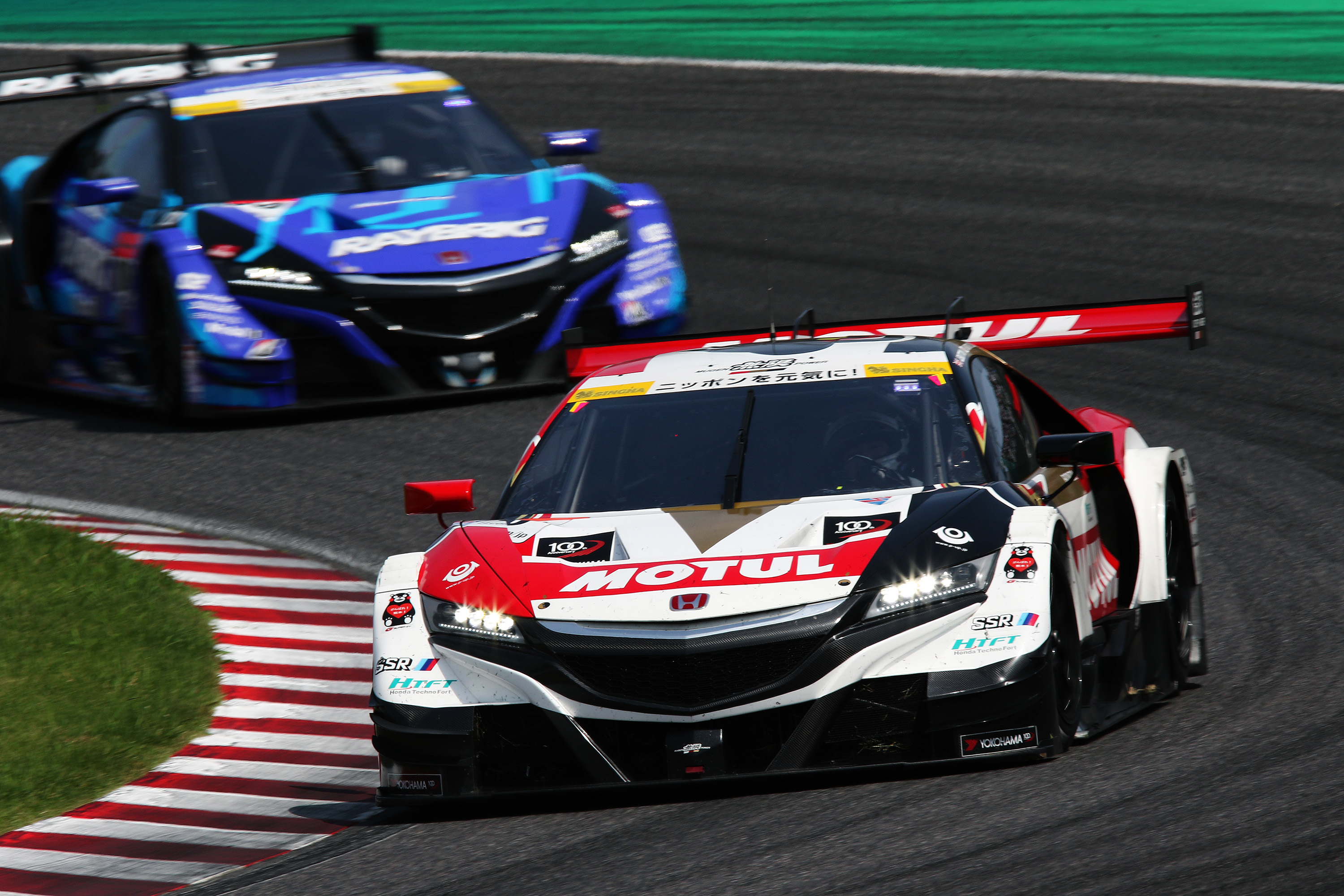
ホンダ・NSX-GT（2017年）
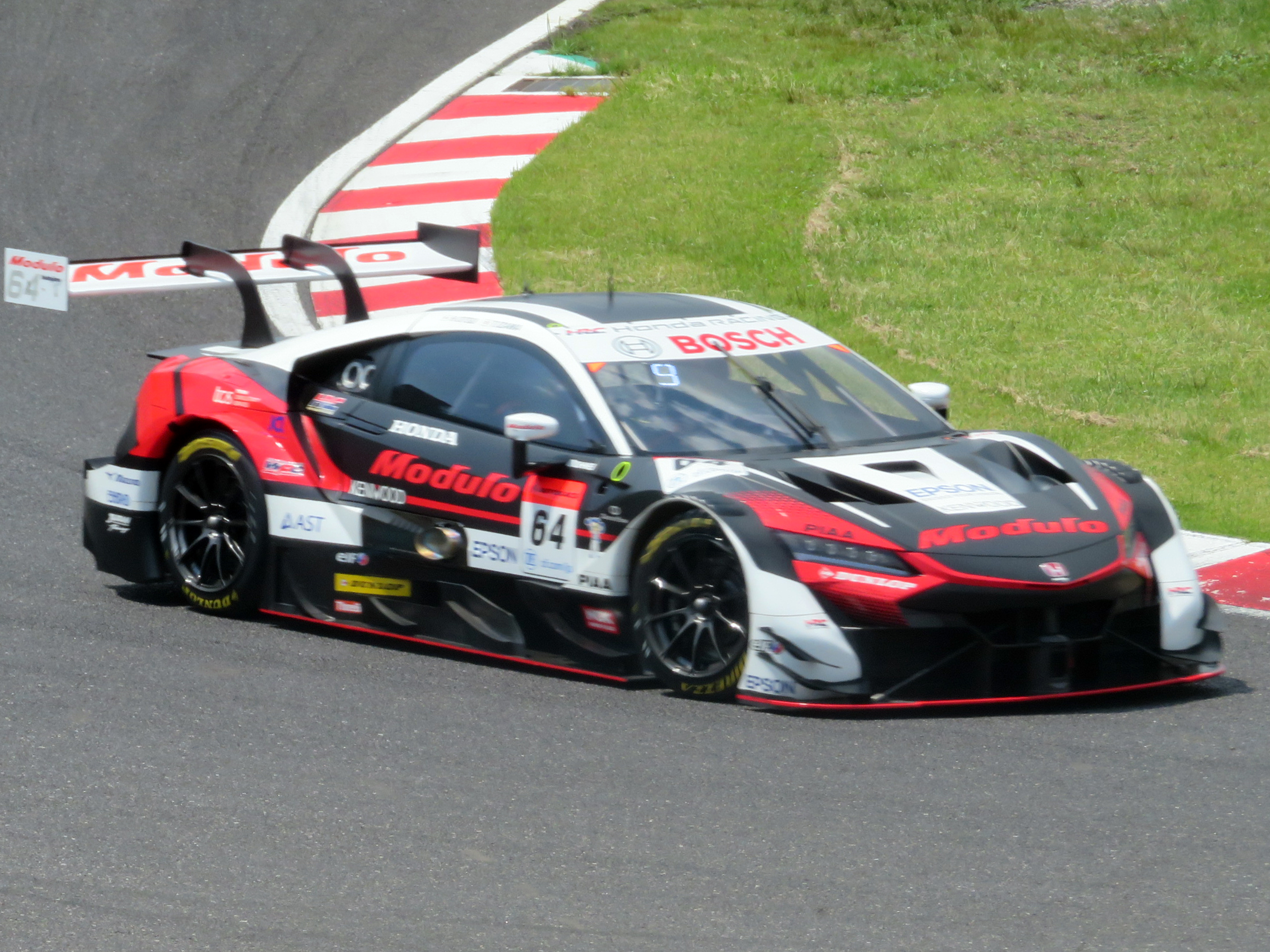
ホンダ・NSX-GT Type S（2022年）
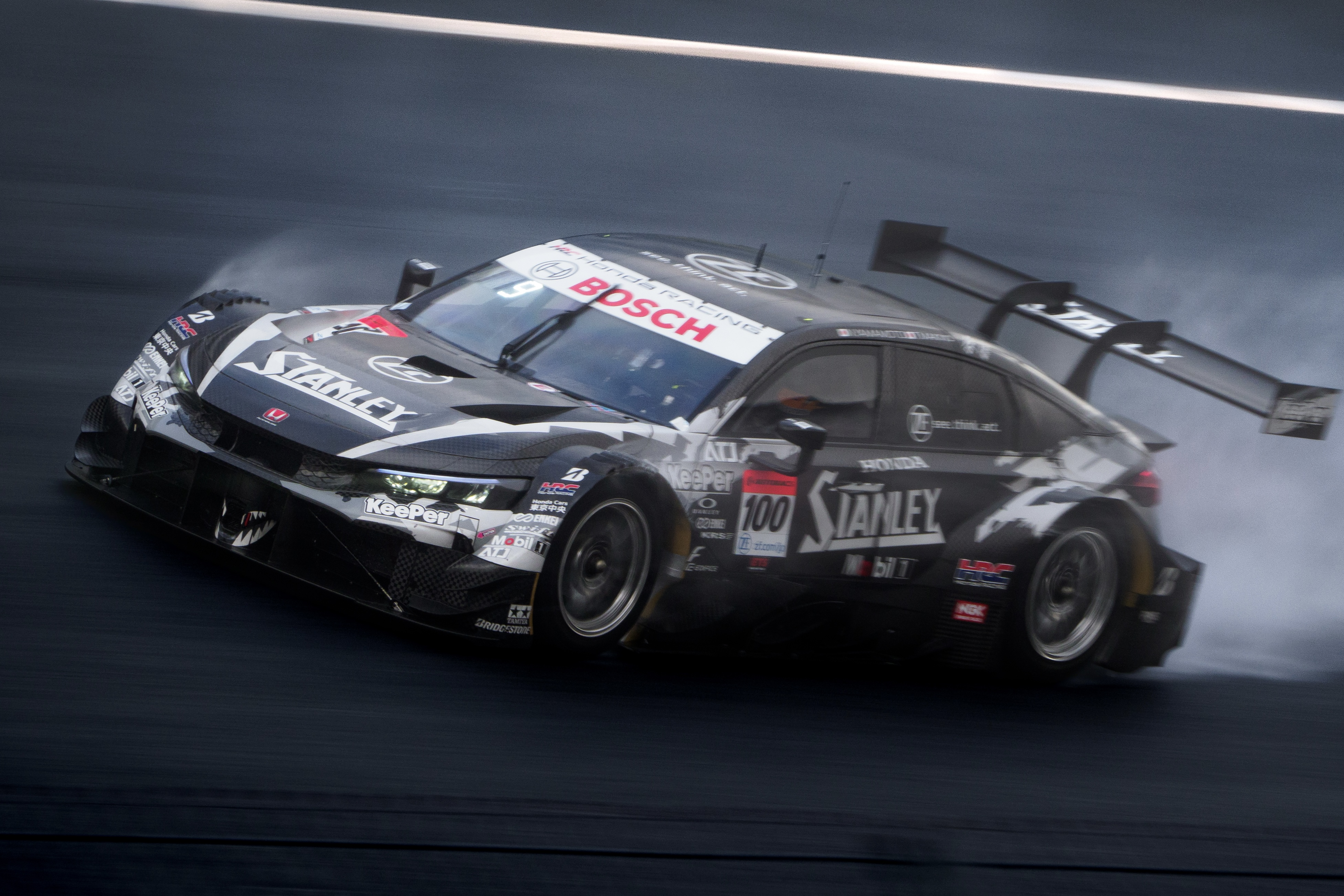
ホンダ・シビック Type R-GT (2024年)

| メーカー           | 車両名             | 参戦                       | エンジン仕様 | 備考                                                                                     |
| 日産               | フェアレディZ      | 2005年 - 2007年            | 3.0L V6 ツインターボ VQ30DETT（2005年 - 2006年） 4.5L V8 自然吸気 VK45DE（2006年 第9戦 - 2007年）                                            | GT-Rに移行                                                                               |
| 日産               | GT-R               | 2008年 - 2013年            | 4.5L V8 自然吸気 VK45DE（2008年 - 2009年） 3.4L V8 自然吸気 VRH34A（2010年 - 2011年 第4戦） 3.4L V8 自然吸気 VRH34B（2011年 第5戦 - 2013年） | GT-R NISMO GT500に移行                                                                   |
| 日産               | GT-R NISMO GT500   | 2014年 - 2021年            | 2.0L 直4 直噴ターボ NR20A（2014年 - 2019年） 2.0L 直4 直噴ターボ NR20B（2020年） 2.0L 直4 直噴ターボ NR4S21（2021年）                        | Z GT500に移行                                                                            |
| 日産               | Z GT500            | 2022年 - 2023年            | 2.0L 直4 直噴ターボ NR4S21 | Z NISMO GT500に移行                                                                      |
| 日産               | Z NISMO GT500      | 2024年 -                   | 2.0L 直4 直噴ターボ NR4S24 |                                                                                          |
| トヨタ             | スープラ           | 2005年 - 2006年            | 4.5L V8 自然吸気 3UZ-FE | SC430に段階的に移行                                                                      |
| トヨタ             | GRスープラ         | 2020年 -                   | 2.0L 直4 直噴ターボ RI4AG（2014年 - 2023年） 2.0L 直4 直噴ターボ RI4BG（2024年 - ）                                                          |                                                                                          |
| レクサス           | SC430              | 2006年 - 2013年            | 4.5L V8 自然吸気 3UZ-FE（2006年 - 2009年） 3.4L V8 自然吸気 RV8KG（2009年 - 2013年）                                                         | RC Fに移行                                                                               |
| レクサス           | RC F GT500         | 2014年 - 2016年            | 2.0L 直4 直噴ターボ RI4AG | LC500に移行                                                                              |
| レクサス           | LC500              | 2017年 - 2019年            | 2.0L 直4 直噴ターボ RI4AG | GRスープラに移行                                                                         |
| ホンダ             | NSX-R GT (NA型)    | 2005年 - 2009年            | 3.0L V6 ターボ C32B（2005年 第1戦 - 第3戦） 3.5L V6 自然吸気 C32B（2005年 第3戦 - 2008年） 3.4L V6 自然吸気 C32B（2009年）                   | HSV-010 GTに移行                                                                         |
| ホンダ             | HSV-010 GT         | 2010年 - 2013年            | 3.4L V8 自然吸気 HR10EG | NSX CONCEPT-GTに移行                                                                     |
| ホンダ             | NSX CONCEPT-GT     | 2014年 - 2016年            | 2.0L 直4 直噴ターボ HR-414E | NSX-GT (NC型)に移行                                                                      |
| ホンダ             | NSX-GT (NC型)      | 2017年 - 2023年            | 2.0L 直4 直噴ターボ HR-417E（2017年 - 2019年） 2.0L 直4 直噴ターボ HR-420E（2020年 - 2023年）                                                | 2020年よりフロントエンジン化 2022年よりベース車両をType Sに変更 シビックタイプR-GTに移行 |
| ホンダ             | シビックタイプR-GT | 2024年 -                   | 2.0L 直4 直噴ターボ HR-420E（2024年 - ） |                                                                                          |
| BMW                | M4 ターボ DTM      | 2019年 特別戦              | 2.0L 直4 直噴ターボ P48 | 特別交流戦によるスポット参戦                                                             |
| アウディ           | RS5 ターボ DTM     | 2019年 特別戦              | 2.0L 直4 直噴ターボ RC8 | 特別交流戦によるスポット参戦                                                             |
| アストンマーティン | DBR9               | 2009年 第1,3,7戦           | 6.0L V12 自然吸気 | AsLMSに向けたスポット参戦                                                                |
| ランボルギーニ     | ムルシエラゴ RG-1  | 2005年 第1戦 - 第6戦       | 6.0L V12 自然吸気 L535 | 第8戦までにGT300クラスに完全移行                                                         |
| フェラーリ         | 550GTS             | 2005年                     | 5.9L V12 自然吸気 F133 | 撤退                                                                                     |
| マクラーレン       | F1 GTR             | 2005年 第2,6戦             | 6.0L V12 自然吸気 S70/2 | スポット参戦                                                                             |
| マセラティ         | MC12               | 2006年（実際には参戦せず） | 6.0L V12 自然吸気 M144A | 開幕前にエントリー撤回。参戦せず                                                         |

※2004年以前の参戦車種は全日本GT選手権の項を参照。

### GT300クラス
ゼッケンの色は黄色地に黒、ヘッドランプの色は黄色の車両である。車両は「JAF-GT」と「FIA-GT」規格の2種類が混在しており、GTAではこれをより細かく全6カテゴリに区分・管理している。発足当初はJAF-GT規格に適合した車両のみ参戦可能であったが、エントラントをより多く集める目的で徐々にFIA-GTの導入条件を緩和した結果、FIA-GTがJAF-GTを逆転し急激に増加したため、車両の性能を調整して均衡したレースの実現を目指している。
3大ワークスの戦いとなっているGT500クラスとは対照的に、よりアマチュア向けの傾向があり、参加チームの大半がメーカーの支援を受けていないプライベーターである。国産スポーツカーの減少を踏まえたレギュレーションの大幅な緩和、安価に入手・運用が可能なFIA GT3車両の導入を許可したことなどもあって、国内外の多種多様な車両が混在しており、2011年には21車種26台ものエントリーがあった。2012年からのプリウスやCR-Zなどのハイブリッド勢の参戦で更に多様化したが、2022年現在は車種がやや減り13車種28台が参戦している。
国内での各レースでの出走台数がGT500クラスと合わせてスポーツランドSUGOで最大43台、その他のコースで最大45台となっており、決勝への進出が優先されるGT500クラスの台数が15台で維持されていることから、GT300クラスの参戦台数は毎年おおむね28台～30台となっている。台数の上限に近い事から、新規参戦する場合は既存チームとジョイントして参戦するパターンも多い。
近年はプライベーターがアニメ、ライトノベル、vtuberといったサブカルチャー関連企業やパチンコ会社からスポンサードを受ける事例や、「初音ミク」「侵略!イカ娘」「ラブライブ!」などのキャラクター（いわゆる版権もの）とのタイアップしてファンからチーム運営費を募る「個人スポンサー制度」を導入する事例が増加しており、そのようなチームが出走させる痛車が真剣勝負をするという光景は、世界でも類を見ない。2011年、2014年、2017年には初音ミクとタイアップしたマシンがGT300のシリーズチャンピオンを獲得するなど、タイアップによる宣伝のみで終わっていない例もある。

#### JAF-GT
SUPER GT独自の規格。レギュレーション上はJAFまたはFIAから認可を受けた市販車両がベースとされている。認可される車両の条件は緩く、かつてはASL・ガライヤやムーンクラフト・紫電のように本規格を前提に稀少生産された、ほぼワンオフ車のような「市販車」も認可されていた。改造範囲が広いため、レーシングコンストラクターに好んで採用される。またSUBARUのようなFIA車両を持たないメーカーや、トヨタ・ホンダのようにハイブリッドシステムを搭載した車両で戦いたいメーカーも参戦できる点も、FIA-GTにはないメリットである。一方量産効果がないため生産・運用のコストが高いというデメリットがある。そのため、GTAは2015年から、共通パーツにより低コストで運用できるJAF-GT車両の『マザーシャシー』をデリバリーしている（後述）。
FIA-GTに比べて車重が軽いため、コーナリング性能や燃費性能、タイヤの摩耗の少なさなどで優れる傾向がある。さらに、FIA-GTでは厳しく制限されるシーズン中の改良パーツの投入、サスペンションやトランスミッションのギアレシオ調整なども比較的自由に行える。一方で、エンジン出力はGT300クラスの由来ともなった約300PSに抑えられ、増加した空気抵抗の影響やFIA-GTに比べ小さいリストリクターを装着していることもあり、ストレートスピードでは約500PSの出力を持つFIA-GTに劣る場面が多いが、近年はセッティングなどでFIA-GTマシンよりストレートスピードで勝るマシンが増えてきている。ABSやTCSといった電子制御装置に関しては装着禁止となっていたが、FIA-GTとの性能差を埋めるため、TCSは2012年より、ABSは2014年より使用が認められている。
カテゴリーA
JAF-GTレギュレーションに基づいて改造を受けた市販車ベースの車両のうち、FIAまたはJAF公認車両に登録されているものが該当する。2020年現在このカテゴリーに分類される車両は参戦していない。
カテゴリーB
JAF-GTレギュレーションに基づいて改造を受けた市販車ベースの車両のうち、FIAまたはJAF公認車両に登録されていないものが該当する。2020年現在は、スバル・BRZやトヨタ・プリウスなどをベースにした車両が参戦している。
カテゴリーC
生産台数が市販車認定を受けるのに満たない少数生産スポーツカーをベースに改造した車両が属する。2012年にはASL・ガライヤとヴィーマック・RD350Rの2車種が参戦した。少数生産車は通常の市販車に比べて最初からスポーツ走行に適した設計としやすいため、ベース車両のポテンシャルという点では他のカテゴリーに比べて有利である。但しこれらの車両は「あくまで」市販車ベースの車両で競うGT300クラスにおいては競技の趣旨にそぐわないため、カテゴリーCの車両は規定重量に加算してさらに特別性能調整のウェイトハンデを搭載することで初めて出場資格を得られることになっている。2014年にGT500クラスがDTMと統合するのを機に、GTレースに戻すという意味も込めて2012年限りで廃止された。
カテゴリーD
ベース車両の存在しない車両で、一般的には「プロトタイプレーシングカー」と呼ばれる車両が属するとされるが、実際にはベース車両が存在しているものの、A-C及びE、F規格のどれにも当てはまらなかったマシンも当カテゴリーにまとめられているため、所属車両は他のカテゴリーに増してより多種多様である。2011年には事実上ほぼ完全なプロトタイプレーシングカーであるムーンクラフト・紫電を始め、元はFIA-GT3規格の車両であるが日本で独自に改良を施したワンオフのランボルギーニ・ガヤルド RG-3、オリジナルのGT2規格車両にJAF-GT規格の範囲内で新たにモディファイしたポルシェ・911 GT3 RS (996型)、元々はホンダ･C32Bエンジンを搭載していたヴィーマック・RD320Rにポルシェエンジンを換装した5号車のマッハ号、LM-GTE規格のフェラーリ・458 GTCなどが参戦した。カテゴリーCの車両よりもワンオフ性が高いため厳しい性能調整が下される。カテゴリーCと同様、2012年限りで廃止された。
GT300マザーシャシー（GT300 MC）
FIA-GT3規定車両の増加によってJAF-GT車両を使うチームが減ったことから、国産車の参加増に加えて、車両の製作や国産部品の活用、チューニングなどの技術を継承、発展させていくことを狙いとして、新たに導入した規定で、JAFのカテゴリー上では「JAF-GT300 MC」という内規で運用される。童夢前社長の林みのるが進める『ISAKU PROJECT』用に開発されたCFRPモノコックを汎用シャシー（マザーシャシー）としてGTAが販売、それを組み込む形でマシンをくみ上げることで参戦車両にする。車体寸法は基本的に従来のJAF-GTと同一となるが、ホイールベースは2,750mm±10mmに統一され、GTA（JAF）によって認可されたエンジン・安全燃料タンク・ロールケージの装着が義務付けられる。
2014年にプロトタイプとなるトヨタ・86 MCが発表され、同年第7戦で1台の86 MCがスポット参戦した。2015年よりレギュレーションが整備され正式参戦できるようになり、86 MCのほか、ロータス・エヴォーラやトヨタ・マークXが参戦していたが、近年は使用するチームが減り2023年では1チーム1台のみの参戦となっている。

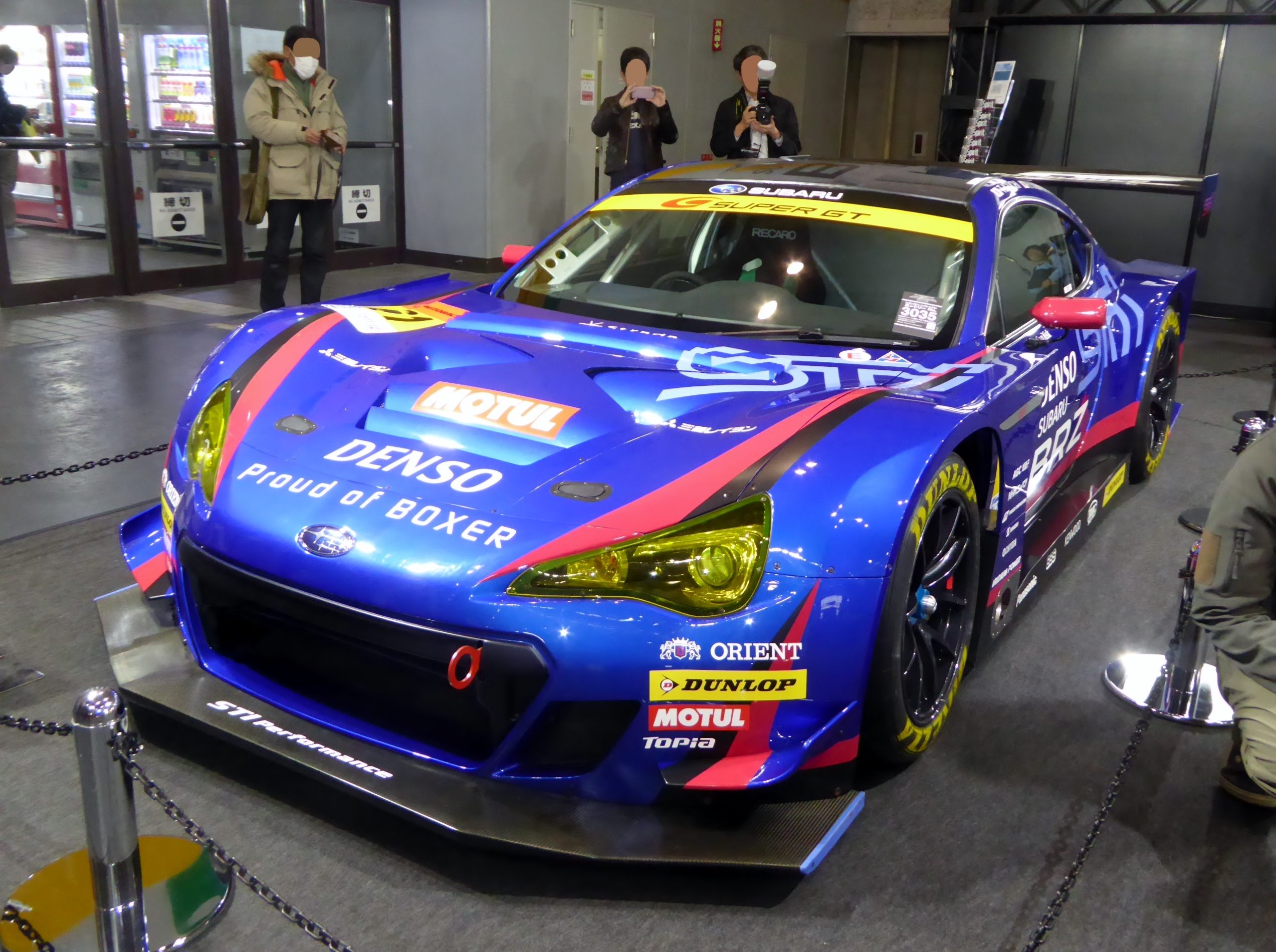
カテゴリーB車両 （SUBARU BRZ R&D SPORT、2015年モデル）
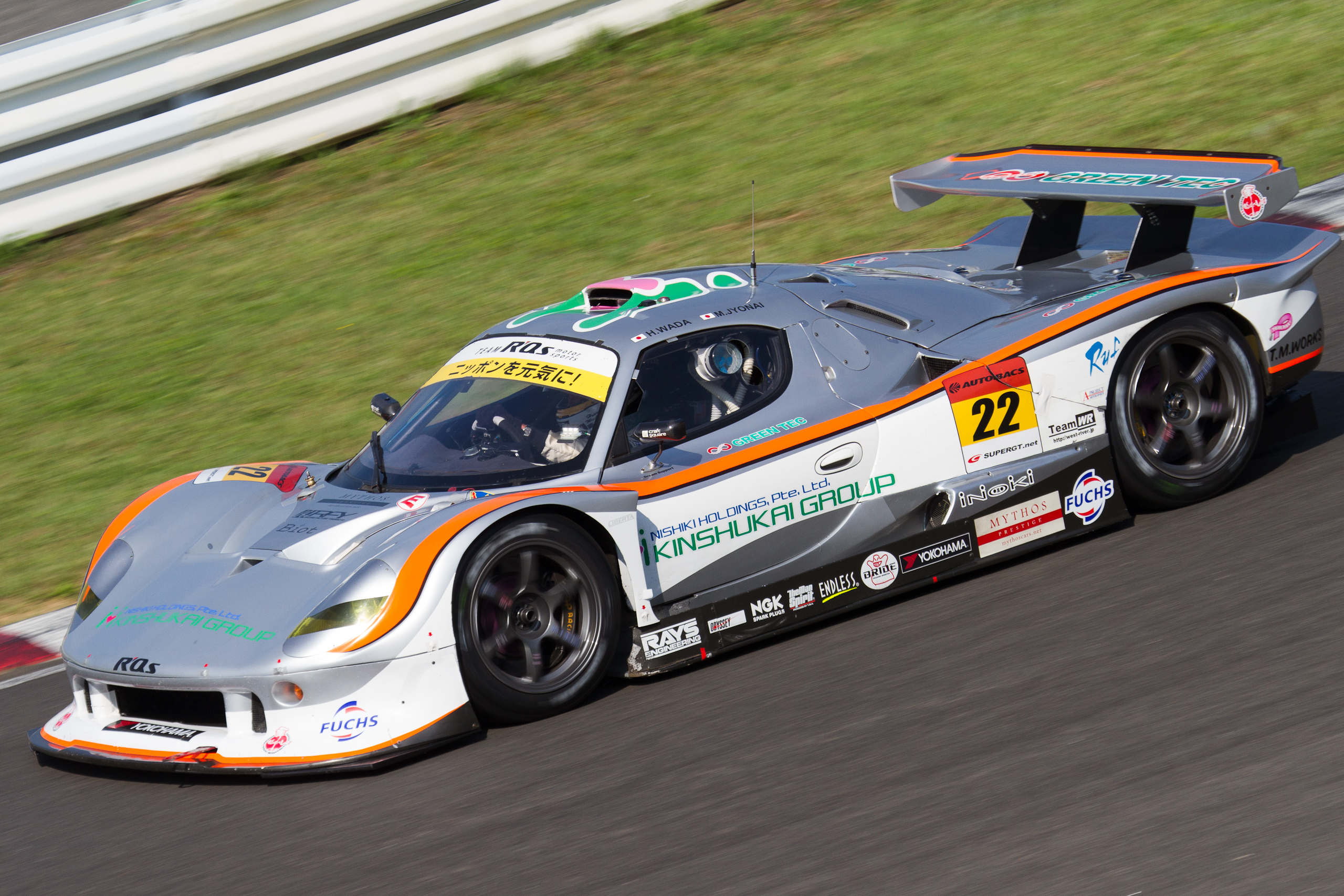
カテゴリーC車両 （R'Qs Vemac 350R、2012年モデル）
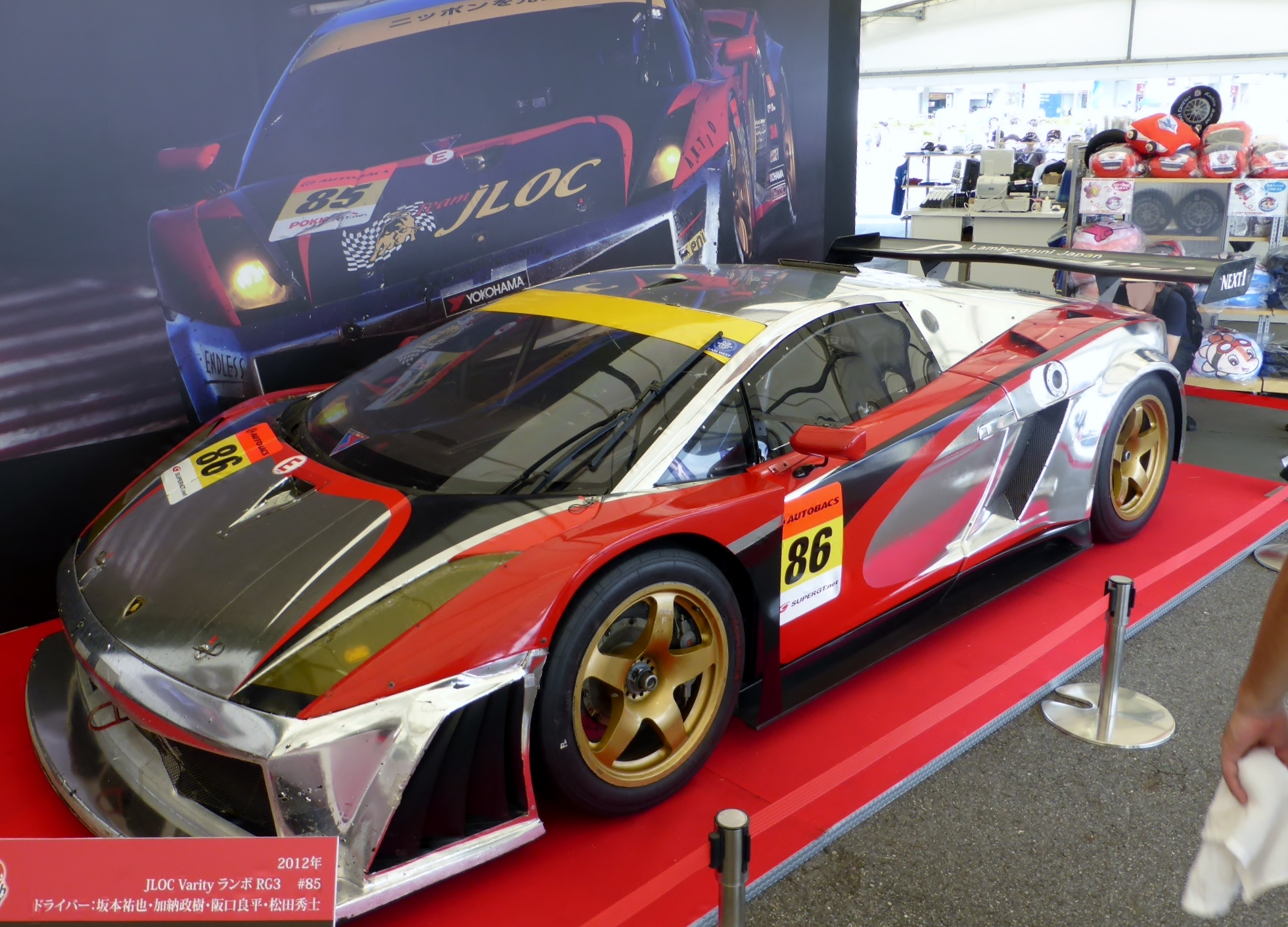
カテゴリーD車両 （JLOC Verity Lambo RG3、2012年モデル）
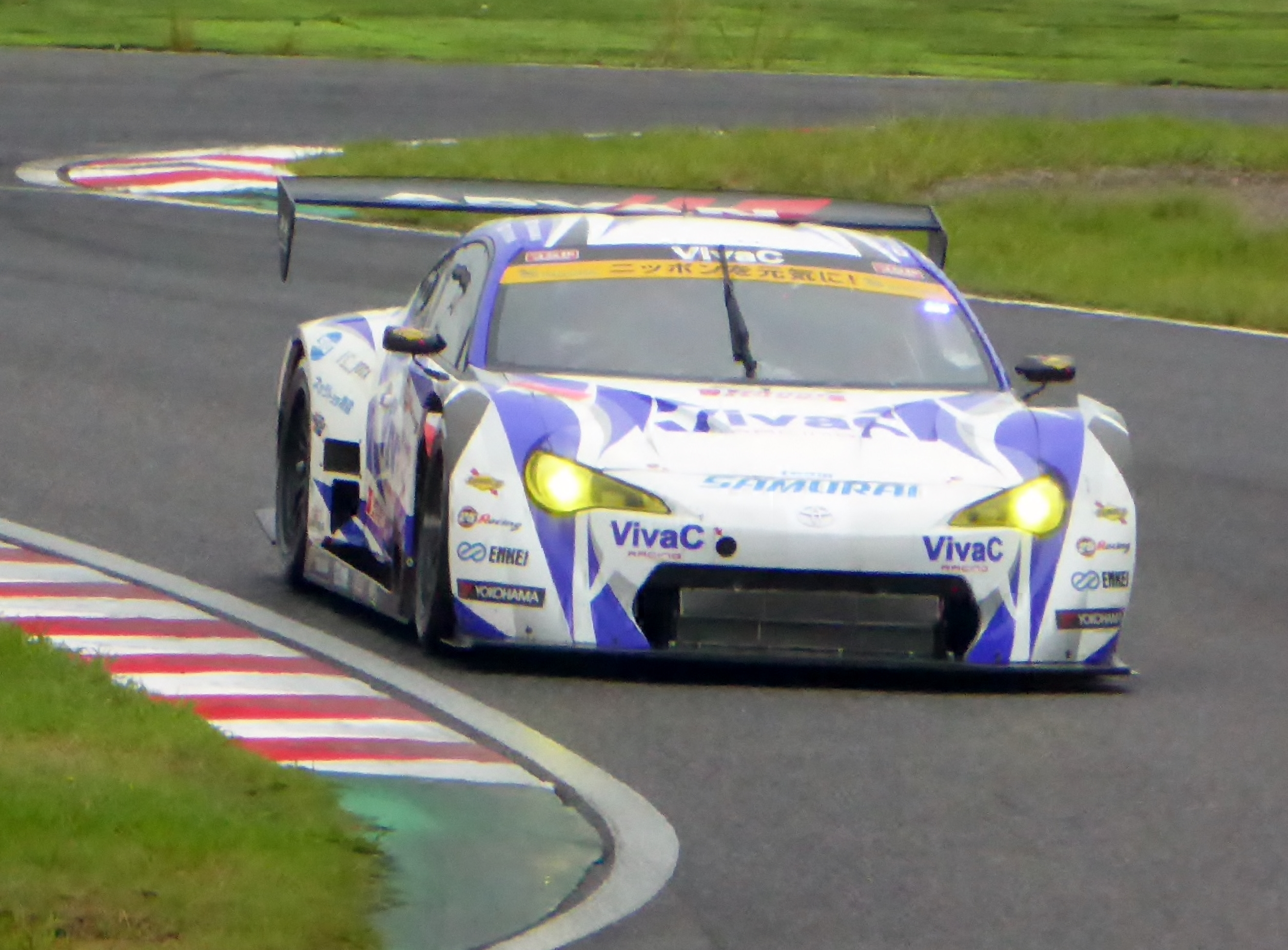
GT300マザーシャシー （VivaC 86 MC、2015年モデル）

#### FIA-GT3
FIAが定めている世界共通の規格。かつてはGT1、GT2も参戦可能だったが、GT300クラスに参戦出来る規格を車両の性能や参戦コストなどを考慮し、2012年からはGT3クラスのみとなっている。GT3は主にスポーツカーをベースとしたレース専用の市販車両で、製造台数が少なく約4,000万円程度と高価であるが、新規開発の必要が無くコストを抑えられることから、世界のGTレースでは主流となっている。そのため、世界中のチーム間で中古車の売買なども行われている。
JAF-GT規格に比べると改造範囲が狭く、エンジンやギア比、空力パーツは変更出来ないためセッティング範囲が限定され、コースレイアウトによる差が出やすい傾向がある。ボディはより市販車のオリジナルに近いためダウンフォースは低いものの空気抵抗が少なく、最も下位のGT3でも500PSを超える出力を発揮するエンジンを搭載しているため、ストレートでの最高速度はJAF-GT車両に勝る性能を有していることが多い。反面、コーナリングや燃費性能ではJAF-GTに劣る傾向があるため、テクニカルサーキットや長距離のレースでは苦戦を強いられる傾向があるが、近年のレース結果ではFIA-GTのマシンが様々なコースで上位入賞を占めており、マシンの完成度が高いとうかがえる。
2011年までは、FIA-GTはFIAの性能調整であるBoPを基準として、GTA独自の性能調整を施すという形でJAF-GTとのバランスを取っていたが、2012年からはFIA-GT3に関しては、前年型を使用していたとしてもFIAの最新BoPを適用し、独自の性能調整は基本的に行わないとしている。2012年仕様でも製造元のチームや会社により2013年度版のアップデートパーツを購入出来る場合もあるが、その場合は2013年度のBoPを受けることになる。2014年からはFIAのブランパン耐久シリーズ (英語版) で用いられているBoPを採用した。
カテゴリーE
FIA-GT1車両、LM-GTE車両が該当する。
カテゴリーF
FIA-GT3車両が該当する。

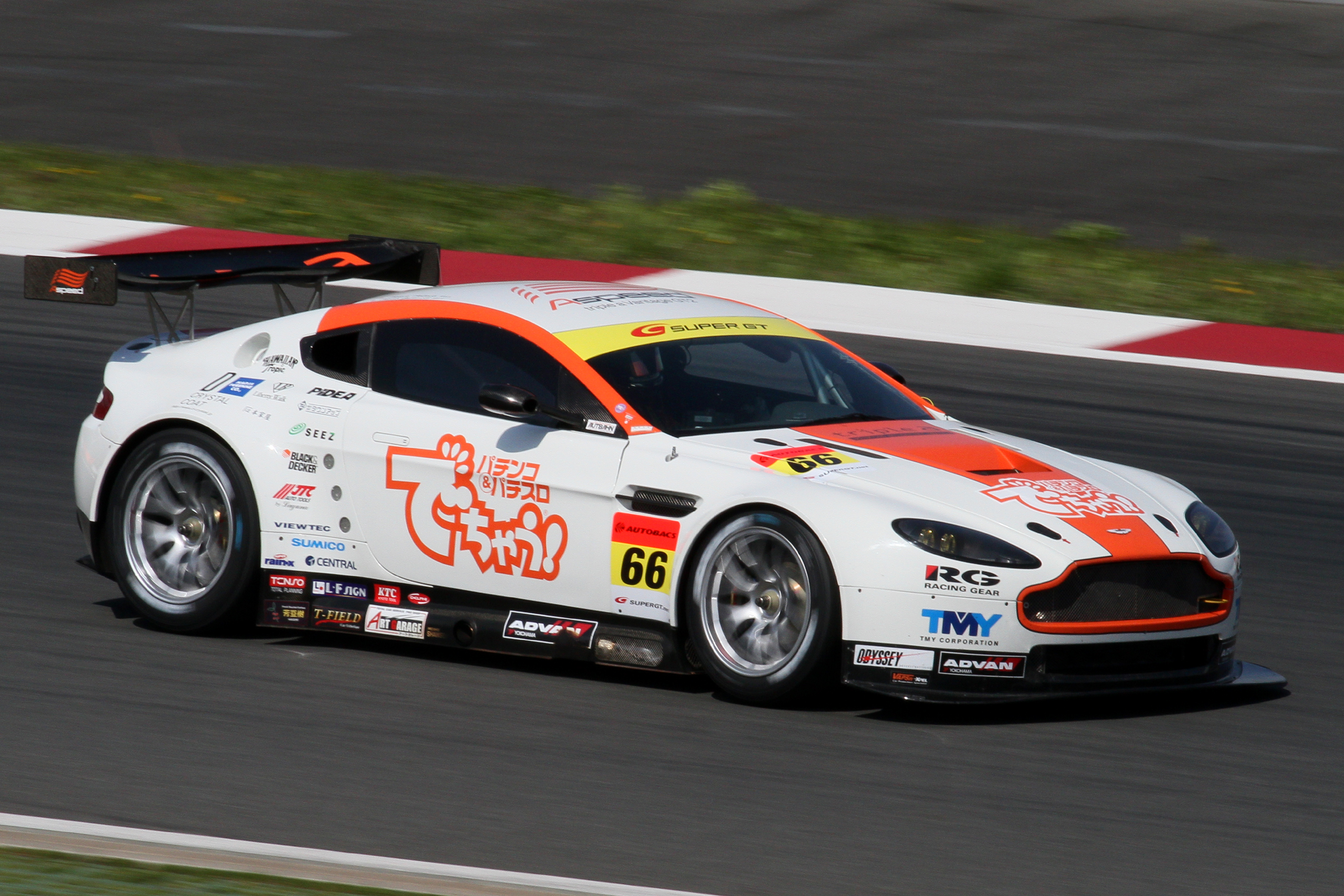
カテゴリーE車両 triple a Vantage GT2、2010年モデル）
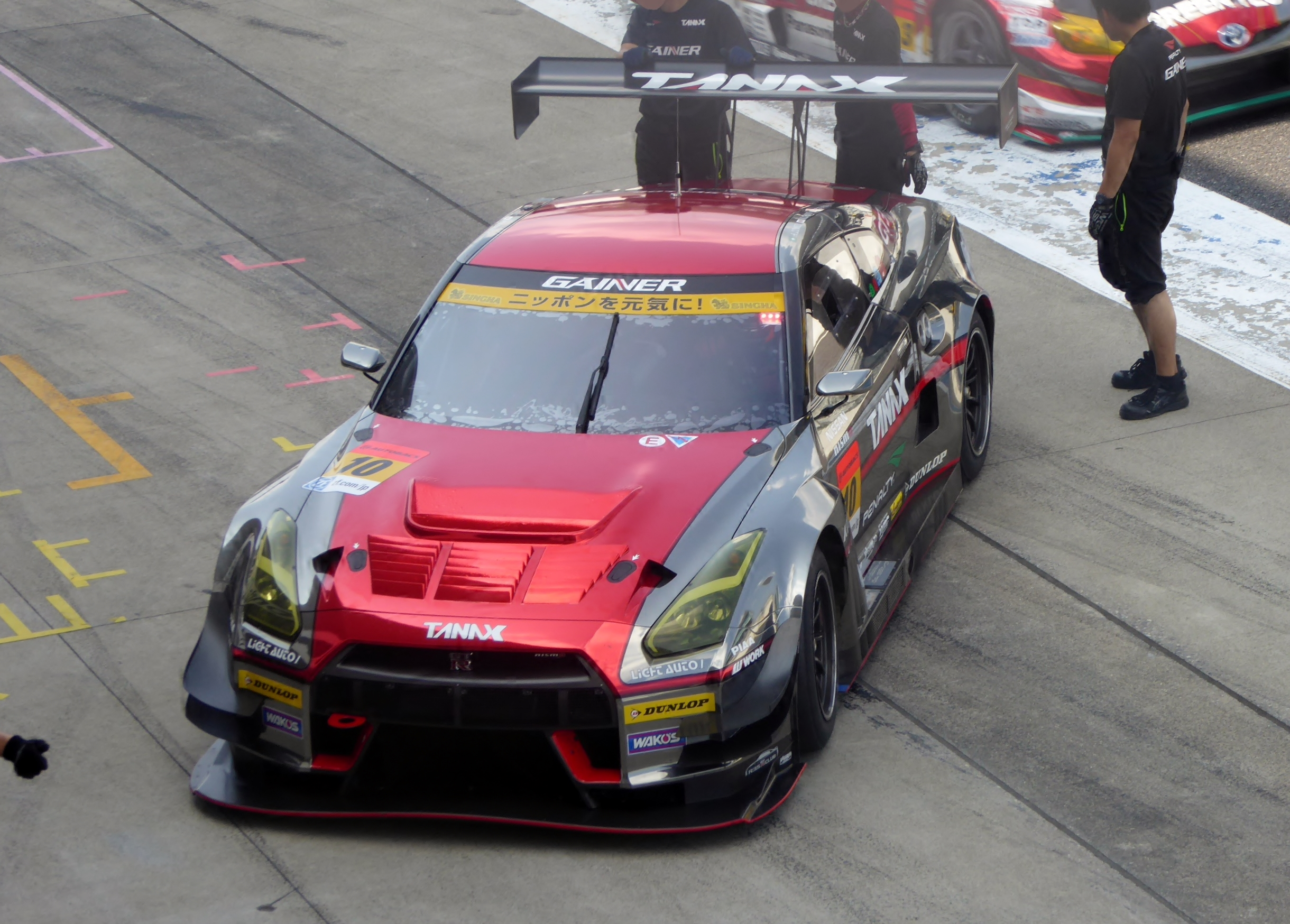
カテゴリーF車両 （GAINER TANAX GT-R、2015年モデル）

| メーカー           | 車両名                            | 規格                                              | 参戦                                                                                      | 備考                                                                               |
| ------------------ | --------------------------------- | ------------------------------------------------- | ----------------------------------------------------------------------------------------- | ---------------------------------------------------------------------------------- |
| 日産               | フェアレディZ                     | JAF-GT                                            | 2005年 - 2010年(Z33型) 2024年 -(RZ34型)                                                   | Z33型は撤退。                                                                      |
| 日産               | GT-R NISMO GT3                    | FIA-GT3                                           | 2012年 -                                                                                  | 2015年型よりnismoモデル移行                                                        |
| トヨタ             | MR-S                              | JAF-GT                                            | 2005年 - 2008年                                                                           | カローラアクシオに移行                                                             |
| トヨタ             | セリカ                            | JAF-GT                                            | 2005年 - 2008年 第2戦                                                                     | IS350に移行                                                                        |
| トヨタ             | カローラアクシオ                  | JAF-GT                                            | 2009年 - 2011年                                                                           | プリウスに移行                                                                     |
| トヨタ             | プリウス                          | JAF-GT                                            | 2012年 - 2015年(ZVW30型) 2016年 - 2018年(ZVW50型)                                         | ZVW30型はZVW50型に移行 ZVW50型はプリウスPHV GR SPORTに移行                         |
| トヨタ             | プリウスPHV GR SPORT              | JAF-GT                                            | 2019年 - 2022年(ZVW52型)                                                                  | GR86、LC500hにそれぞれ移行                                                         |
| トヨタ             | 86 MC                             | JAF-GT MC                                         | 2014年 第7戦、2015年 -                                                                    | 2014年はスポット参戦                                                               |
| トヨタ             | マークX MC                        | JAF-GT MC                                         | 2017年 - 2019年                                                                           | GRスープラに移行                                                                   |
| トヨタ             | GRスープラ                        | JAF-GT                                            | 2020年 -                                                                                  |                                                                                    |
| トヨタ             | GR86                              | JAF-GT                                            | 2022年 -                                                                                  |                                                                                    |
| レクサス           | IS350                             | JAF-GT                                            | 2008年 第3戦 - 2012年                                                                     | 撤退                                                                               |
| レクサス           | RC F GT3                          | FIA-GT3                                           | 2015年 -                                                                                  | [ 注 38 ]                                                                          |
| レクサス           | LC500h                            | JAF-GT                                            | 2023年 -                                                                                  | [ 注 32 ]                                                                          |
| レクサス           | LC500                             | JAF-GT                                            | 2025年                                                                                    |                                                                                    |
| ホンダ             | NSX                               | JAF-GT                                            | 2005年 - 2006年                                                                           | 撤退                                                                               |
| ホンダ             | CR-Z                              | JAF-GT                                            | 2012年 第4戦 - 2015年                                                                     | 撤退。一部の参戦車はM6 GT3に移行                                                   |
| ホンダ             | NSX GT3                           | FIA-GT3                                           | 2018年                                                                                    | NSX GT3 Evoに移行、またはアップデート                                              |
| ホンダ             | NSX GT3 Evo                       | FIA-GT3                                           | 2019年 - 2024年                                                                           | NSX GT3のアップデートモデル。                                                      |
| スバル             | インプレッサ                      | JAF-GT                                            | 2005年（GD中期型） 2006年 第5戦 - 2008年（GD後期型）                                      | GD中期型はGD後期型に移行 GD後期型は撤退                                            |
| スバル             | レガシィB4                        | JAF-GT                                            | 2009年 第6戦 - 2011年                                                                     | BRZに移行。BM型のみの参戦                                                          |
| スバル             | BRZ                               | JAF-GT                                            | 2012年 - 2020年（ZC6型） 2021年 -（ZD8型）                                                | ZC6型は撤退、ZD8型へと移行                                                         |
| マツダ             | RX-7                              | JAF-GT                                            | 2005年 - 2010年                                                                           | 撤退。FD3S型のみの参戦                                                             |
| ASL                | ガライヤ                          | JAF-GT                                            | 2005年、2007年 - 2012年                                                                   | CR-Zに移行、参戦休止。                                                             |
| ポルシェ           | 968                               | JAF-GT                                            | 2005年                                                                                    | 撤退                                                                               |
| ポルシェ           | ボクスター                        | JAF-GT                                            | 2005年 - 2010年                                                                           | 撤退。986型のみの参戦。JGTC時代に参戦していた車両とは別個体                        |
| ポルシェ           | 911 GT3 Cup                       | JAF-GT                                            | 2005年 - 2007年                                                                           | 撤退。996型のみの参戦                                                              |
| ポルシェ           | 911 GT3 R                         | FIA-GT2（996型） FIA-GT3（997型・991型・992型）   | 2005年 第1,2戦 (996型) 2010年 第5戦 - 2015年 (997型) 2016年 - 2021年(991型) 2025年(992型) | 997型は991型に移行、996型は撤退                                                    |
| ポルシェ           | 911 GT3 RS                        | FIA-GT2（996型） JAF-GT（996型） FIA-GT2（997型） | 2005年 - 2010年 (996型FIA-GT2車) 2006年 - 2011年 (996型JAF-GT車) 2007年 - 2008年 (997型)  | 996型、997型共に撤退                                                               |
| ポルシェ           | 911 GT3 RSR                       | FIA-GT2                                           | 2005年 - 2010年 (996型) 2009年 - 2011年 (997型)                                           | 996型、997型共に撤退                                                               |
| ランボルギーニ     | ムルシエラゴ RG-1                 | JAF-GT                                            | 2005年 第4戦 - 2009年                                                                     | 段階的にガヤルド RG-3に移行                                                        |
| ランボルギーニ     | ガヤルド RG-3                     | FIA-GT3                                           | 2007年 - 2012年                                                                           | 段階的にガヤルドLP600+ GT3に移行。                                                 |
| ランボルギーニ     | ガヤルド LP600+ GT3               | FIA-GT3                                           | 2012年 - 2013年                                                                           | ガヤルド FL2 GT3に変更                                                             |
| ランボルギーニ     | ガヤルド FL2 GT3                  | FIA-GT3                                           | 2013年 - 2015年                                                                           | ウラカン GT3に移行                                                                 |
| ランボルギーニ     | ガヤルド R-EX                     | FIA-GT3                                           | 2015年 第3戦                                                                              | スポット参戦                                                                       |
| ランボルギーニ     | ウラカン GT3                      | FIA-GT3                                           | 2016年 - 2019年 第5戦                                                                     | ウラカン GT3 Evoに移行、またはアップデート                                         |
| ランボルギーニ     | ウラカン GT3 Evo                  | FIA-GT3                                           | 2019年 第6戦 - 2024年 第3戦                                                               | ウラカン GT3のアップデートモデル。GT3 Evo 2へと移行。                              |
| ランボルギーニ     | ウラカン GT3 Evo 2                | FIA-GT3                                           | 2023年 第4戦 -                                                                            | ウラカン GT3 Evoのアップデートモデル。                                             |
| アストンマーティン | V8 ヴァンテージ GT2               | FIA-GT2                                           | 2010年 - 2012年 第1戦                                                                     | V12 ヴァンテージ GT3に移行。3代目のみ。                                            |
| アストンマーティン | V12 ヴァンテージ GT3              | FIA-GT3                                           | 2012年 第2戦 - 2014年                                                                     | 撤退。3代目のみ。                                                                  |
| アストンマーティン | ヴァンテージ AMR GT3              | FIA-GT3                                           | 2019年 - 2020年                                                                           | 4代目のみ。                                                                        |
| アストンマーティン | ヴァンテージ AMR GT3 Evo          | FIA-GT3                                           | 2024年 -                                                                                  |                                                                                    |
| フェラーリ         | F360 GT                           | JAF-GT                                            | 2005年 - 2007年、2009年                                                                   | 撤退                                                                               |
| フェラーリ         | F430 GT                           | JAF-GT                                            | 2008年 - 2009年                                                                           | F430 GTCに移行                                                                     |
| フェラーリ         | F430 GTC                          | FIA-GT2                                           | 2009年 - 2012年                                                                           | 撤退。一部の参戦車は458 GTに移行                                                   |
| フェラーリ         | 458 GT                            | LM-GTE                                            | 2011年                                                                                    | R8 LMS ultraに移行、撤退                                                           |
| フェラーリ         | 458 GT3                           | FIA-GT3                                           | 2012年 - 2013年 第3戦、2015年                                                             | 488 GT3に移行                                                                      |
| フェラーリ         | 488 GT3                           | FIA-GT3                                           | 2016年 - 2017年、2019年 特別戦                                                            | フルシーズン参戦からは撤退。後年スポット参戦 488 GT3 Evoに移行、またはアップデート |
| フェラーリ         | 488 GT3 Evo                       | FIA-GT3                                           | 2021年 - 2022年                                                                           | 488 GT3のアップデートモデル。                                                      |
| フェラーリ         | 296 GT3                           | FIA-GT3                                           | 2024年 -                                                                                  |                                                                                    |
| シボレー           | コルベット                        | JAF-GT                                            | 2005年、2008年 第3,6,9戦                                                                  | C6型のみ。撤退                                                                     |
| シボレー           | キャラウェイ コルベット Z06.R GT3 | FIA-GT3                                           | 2011年 - 2013年                                                                           | C6型のみ。撤退                                                                     |
| シボレー           | キャラウェイ コルベット C7 GT3-R  | FIA-GT3                                           | 2019年 特別戦                                                                             | C7型のみ。スポット参戦                                                             |
| ヴィーマック       | RD320R                            | JAF-GT                                            | 2005年 - 2009年、2011年                                                                   | 458 GT3に移行、撤退                                                                |
| ヴィーマック       | RD350R                            | JAF-GT                                            | 2005年 - 2008年、2010年 第6戦 - 2012年                                                    | SLS AMG GT3に移行、撤退                                                            |
| ヴィーマック       | RD408R                            | JAF-GT                                            | 2006年 - 2008年、2010年                                                                   | 撤退                                                                               |
| マクラーレン       | MP4-12C GT3                       | FIA-GT3                                           | 2013年 - 2015年                                                                           | 撤退                                                                               |
| マクラーレン       | 720S GT3                          | FIA-GT3                                           | 2019年                                                                                    | 撤退                                                                               |
| ムーンクラフト     | 紫電                              | JAF-GT                                            | 2006年 - 2012年                                                                           | MP4-12C GT3に移行、引退                                                            |
| BMW                | Z4 Mクーペ                        | JAF-GT                                            | 2008年 第6戦 - 2009年                                                                     | 撤退                                                                               |
| BMW                | Z4 GT3                            | FIA-GT3                                           | 2011年 - 2015年                                                                           | M6 GT3、488 GT3、SLS AMG GT3にそれぞれ移行                                         |
| BMW                | M6 GT3                            | FIA-GT3                                           | 2016年 - 2018年、2020年 - 2021年                                                          | NSX GT3、M4 GT3にそれぞれ移行                                                      |
| BMW                | M4 GT3                            | FIA-GT3                                           | 2022年 - 2024年                                                                           |                                                                                    |
| アウディ           | R8 LMS                            | FIA-GT3                                           | 2012年 (42型) 2016年 - 2018年 (4S型)                                                      | 42型はLMS ultraに、4S型はLMS Evoにそれぞれ移行、またはアップデート                 |
| アウディ           | R8 LMS ultra                      | FIA-GT3                                           | 2012年 - 2016年 第1戦                                                                     | 42型R8 LMSのアップデートモデル。4S型R8 LMSに移行                                   |
| アウディ           | R8 LMS Evo                        | FIA-GT3                                           | 2019年 - 2021年                                                                           | 4S型R8 LMSのアップデートモデル。LMS Evo IIにアップデート。                         |
| アウディ           | R8 LMS Evo II                     | FIA-GT3                                           | 2022年 -2023年                                                                            | 4S型R8 LMS Evoのアップデートモデル。撤退                                           |
| メルセデス・ベンツ | SLS AMG GT3                       | FIA-GT3                                           | 2012年 - 2017年                                                                           | AMG GT3に移行                                                                      |
| メルセデスAMG      | AMG GT3                           | FIA-GT3                                           | 2016年 - 2021年                                                                           | AMG GT3 Evoに移行、またはアップデート                                              |
| メルセデスAMG      | AMG GT3 Evo                       | FIA-GT3                                           | 2020年 -                                                                                  | AMG GT3のアップデートモデル。                                                      |
| フォード           | GT                                | JAF-GT                                            | 2006年 - 2007年                                                                           | 撤退                                                                               |
| モスラー           | MT900R                            | JAF-GT                                            | 2005年 - 2007年                                                                           | 撤退                                                                               |
| モスラー           | MT900 GT3                         | FIA-GT3                                           | 2009年 第4戦                                                                              | スポット参戦                                                                       |
| モスラー           | MT900M                            | JAF-GT                                            | 2010年 - 2011年、2012年 第3戦                                                             | フルシーズン参戦からは撤退。後年スポット参戦                                       |
| ロータス           | エキシージ                        | JAF-GT                                            | 2005年 第3戦                                                                              | スポット参戦                                                                       |
| ロータス           | エヴォーラ MC                     | JAF-GT MC                                         | 2015年 - 2021年                                                                           | GR86に移行                                                                         |
| ベントレー         | コンチネンタル GT3                | FIA-GT3                                           | 2017年 - 2018年                                                                           | 撤退。2代目のみ。                                                                  |

※2004年以前の参戦車種は全日本GT選手権の項を参照。

## サーキット
- 太字 は現在のSUPER GT トラックを表します。
- 斜体 は以前のSUPER GT トラックを表します。

| 番号 | 国 / サーキット                          | 年                                                          |
| ---- | ---------------------------------------- | ----------------------------------------------------------- |
| 1    | 富士スピードウェイ                       | 2005年 -                                                    |
| 2    | 鈴鹿サーキット                           | 2005年 -                                                    |
| 3    | モビリティリゾートもてぎ                 | 2005年 -                                                    |
| 4    | 岡山国際サーキット                       | 2005年 - 2019年、2021年 -                                   |
| 5    | スポーツランドSUGO                       | 2005年 - 2019年、 2021年 -                                  |
| 6    | オートポリス                             | 2005年 - 2009年、2011年 - 2015年、2017年 - 2019年、2021年 - |
| 7    | セパン・インターナショナル・サーキット   | 2005年 - 2013年、2025年                                     |
| 8    | チャーン・インターナショナル・サーキット | 2014年 - 2019年                                             |

## ワークスチーム
本項ではGT500クラスに参戦しているワークスチームとセミワークスチームについて記述する。

### 日産自動車
| MOTUL AUTECH GT-R(2011年モデル)  |  | MOTUL AUTECH GT-R(2014年モデル)  |
| MOTUL AUTECH GT-R (2011年モデル) |  | MOTUL AUTECH GT-R (2014年モデル) |

3メーカー中最古参で、2023年シーズン終了時点で最上位クラスであるGT500のドライバーズチャンピオン獲得回数は12回、チームチャンピオンは11回といずれも3メーカー歴代単独トップを誇る。その上、GT500チャンピオン獲得回数で単独トップから陥落した事が1度も無く、2021年シーズン終了時にトヨタにドライバーズタイトル通算11回、チームタイトル通算10回で1度だけ並ばれたのみと、正真正銘の日本一のGTレースの名門メーカーである。JGTC時代はスカイラインのR32、R33、R34、2004年からフェアレディZ、2008年からGT-R、2022年からは新型のフェアレディZで参戦している。2008年までは4チーム5台が参戦していた。2009年は4台、2010年は3台と縮小されたが、2011年から2017年まではNISMO、IMPUL、KONDO RACING、MOLAの4チーム4台で参戦。2018年からはMOLAに代わりNDDP Racingが参戦している。かつてはHASEMIも加わっていた。
2008年に復活したGT-Rは2009年規格を部分的に先取りしたこともあり、本山・トレルイエ組のXANAVI NISMOが開幕2連勝したが、その圧倒的な強さから特別性能調整により最低車重が段階的に引き上げられたが優位性は変わらず、年間3勝を挙げて日産初のSUPER GTチャンピオンとなった。2009年には、JGTC時代から「菅生では日産は勝てない」というジンクスを打ち破り菅生初優勝。2011年にはGT300からステップアップした柳田・クインタレッリ組のMOLAが初参戦初チャンピオンを達成、翌2012年もチャンピオンとなり2年連続のタイトルを獲得した。
2014からはDTM規定に沿って開発し、モデル車両をGT-RからGT-R Nismoに変更している。
シーズン中は抜群の安定性の元、着々とポイントを稼ぎ、一時LEXUSに首位を奪われるも、NISMOが最終戦でポール・トゥ・ウィンを成し遂げ、DTM規定としての初めてのチャンピオンとなった。
2015年も強さは衰えずNISMO、IMPULの1-2で2年連続チャンピオンとなった。
2016年は前半戦にGT-Rによる4連勝を達成し、タイトル3連覇達成なるかと思いきや、後半戦の取りこぼしが大きく、逆転でLEXUSにチャンピオンを奪われてしまう結果に終わる。
2017年からはクラス1規定に近いレギュレーションになり、車両も最新のGT-R Nismoに変更している。NISMOが終盤3戦で速さを見せランキング2位に終わる。
2018年はNISMOが第2戦で優勝し、そのままチャンピオン争いに名乗り出るかと思われたが、後半戦の取りこぼしが多く、チャンピオン争いから脱落してしまった。
2019年はNISMOがポール3回、表彰台4回と上位入賞を多く獲得するも、レクサス勢とのポイント差を埋められずランキング3位に留まった。なおB-MAXがGT500での初優勝を第7戦で飾っている。
2020年からの新規定からは空力特性を変更したが従来得意としていた富士Rdではライバル勢の勢いに押され開幕戦はライバル勢に出遅れる形となった。しかし中盤以降はウエイトハンディやシーズン中の改良もありチャンピオン争いまで縺れたがチャンピオンには届かなかった。
2022年からは14年間ベース車両としていたGT-Rから新型Z(RZ34)へ変更した。GT-R時代に苦手としていたドラックや高速域でのパフォーマンスの改善やミシュランタイヤとのマッチングもあり第3戦、第５戦、第６戦で優勝を獲得した。その際3号車ドライバー　千代、高星コンビは第３戦鈴鹿でGT500初優勝を飾っている。前戦富士では終盤マシンの原型が無くなるほどのクラッシュがありシーズン中の復旧は危ぶまれていた。その後は3号車、12号車を中心としたチャンピオン争いを繰り広げ最終戦にて3号車のペナルティもあり12号車が前身全日本GT選手権1995年依頼17年ぶりのチャンピオン大会を獲得した。
2024年からはベース車両をnismoモデルのZへ変更している。
エンジンメンテナンスは全車とも東名エンジンが担当している。他陣営と比較し、JGTC時代とは対照的に苦戦気味であり、2002年途中からVQ30DETTベースの3.0L V6 T/Cエンジンを使用していたが、2006年最終戦では1台のみにVK45DEベースの4.5L V8 NAエンジンを搭載。2007年は全車V8 NAに順次切り替えた。2010年からは、レギュレーションに沿って3.4L V8のVRH34Aに変更し、2011年途中よりVRH34Bに変更した。2014年から2019年までは、基本仕様が共通の2.0L 直列4気筒ターボのNREエンジン「NR20A」を使用している。2020年より、改良版のNR20Bを使用する。2021年から2023年はNR4S21、2024年からはNR4S24を使用する。
毎レースで大きな声援を送る応援団「日産応援団」も特徴の1つ。GT黎明期から日産が覇権を握ってきた事もさることながら、NISMOとIMPULという日本屈指の名門チームが2つあること、かつてジャニーズで人気を博した「マッチ」こと近藤真彦率いるKONDO RACINGが陣営を形成することが要因と言える。

### トヨタ自動車
| ENEOS SUSTINA SC430(2011年モデル)  |  | ENEOS SUSTINA RC F(2014年モデル)  |
| ENEOS SUSTINA SC430 (2011年モデル) |  | ENEOS SUSTINA RC F (2014年モデル) |

2005年までトヨタ・スープラ、2006年 - 2013年はレクサス・SC430、2014年 - 2016年はレクサス・RC F、2017年 - 2019年はレクサス・LC500、2020年からは新型のトヨタ・GRスープラを使用している。2024年現在は、TEAM TOM'Sの2台、CERUMO、TEAM SARD、BANDOH、ROOKIE Racingの5チーム6台が参戦している。かつてはつちやエンジニアリング（2009年より休止、2015年よりGT300クラスで復帰）、KRAFT（2012年をもって撤退、TEAM TOM'Sが引き継ぎ2台体制に移行）、TEAM LeMans（2019年をもって撤退、2020年はCERUMOが「WAKO'S ROOKIE」として引き継ぎ2台体制に移行）が参戦していた。
エントラント名は以前は「TOYOTA TEAM ○○」に統一されていた。2008年からは「TOYOTA TEAM ○○」の前にスポンサー名が入るチームもあった。2009年からはレクサスブランドへと変更し、エントラント名も「LEXUS TEAM ○○」に統一、後に「GAZOO Racing」の一環の形で「LEXUS GAZOO Racing」としての参戦となった。2020年からはGRスープラで参戦するのに伴い、レクサスブランド及びエントラント名「LEXUS TEAM ○○」としての参戦は2019年が最終年となり、あわせてエントラント名も「TOYOTA GAZOO Racing」の略称を冠した「TGR TEAM ○○」に変更となった。
2005年に立川・高木組のZENT CERUMOがSUPER GT初チャンピオンとなりスープラの有終の美を飾った。2006年も脇阪・ロッテラー組のOPEN INTERFACE TOM'Sがチャンピオンを獲得。同年はSC430の供給が4台に留まったため2005年モデルのスープラも2台投入していたが、2007年からはSC430に統一した。2007年のNSX、2008年のGT-Rの圧倒的な強さなどにより苦戦したが、3メーカーで唯一レギュレーションに適合している車両で参戦した2009年は脇阪・ロッテラー組のPETRONAS TOM'Sがチャンピオンを獲得、SC最終年の2013年には立川・平手組のZENT CERUMOがチャンピオンを獲得した。2017年に入ると使用車両がレクサス・LC500に切り替わり、その新車のパフォーマンスによってレクサス勢が開幕戦から4戦連続で上位を独占し、前半戦全てにおいて無敗の記録を叩き出した。レクサス勢によるタイトル争いの中、平川・キャシディ組のKeePer TOM'Sがチャンピオンを獲得、レクサス最終年となった2019年は大嶋・山下組のTEAM LeMansがチームとしては17年ぶりとなるチャンピオンを獲得した。
エンジンメンテナンスは全車TRDが行っている。JGTC時代の2003年から3UZ-FEベースのV8 NAエンジンを搭載。排気量は初年度のみ5.2Lだったが、翌2004年より4.5Lに変更した。2009年からは、レギュレーションに沿ってフォーミュラニッポン用のRV8KをGT用に一部仕様を変更したRV8KGに変更した。車両開発は前年の反省点を活かしゼロベースで行っているため車両製作が遅れることもあるが、開幕戦には十分な戦闘力を有している。2014年からは、基本仕様が共通の2.0L 直列4気筒ターボのNREエンジン「RI4AG」を使用している。2024年より、改良版のRI4BGを使用する。

### 本田技研工業
| ウイダー HSV-010 GT(2011年モデル)  |  | ウイダー モデューロ NSX CONCEPT-GT(2014年モデル)  |
| ウイダー HSV-010 GT (2011年モデル) |  | ウイダー モデューロ NSX CONCEPT-GT (2014年モデル) |

シリーズ発足から2009年までNSX-R GT、2010年よりHSV-010 GT、2014年よりNSX CONCEPT-GT、2017年よりNSX-GT、2024年よりシビックタイプR-GTで参戦している。2024年現在参戦しているチームは、ARTA（2023年より2台体制）、TEAM KUNIMITSU、NAKAJIMA RACINGと、2007年から参戦のREAL RACINGの5チーム。2014年までは童夢が、2015年・2016年はドラゴ・モデューロ・ホンダ・レーシングが、2017年から2022年はTEAM MUGENが参戦していた。
3メーカーで唯一のMR、さらに2014年・2015年はハイブリッドシステムも採用するが、これは本来DTMの車両規定でFRとされている所を、ベース車両のNSX CONCEPT→NSXと限りなく一致することを目指し、GTAや共に戦うトヨタ、日産の許可を得てMRに変更することを特別に許可された経緯があるため、他2車種との絶対的なアドバンテージとならないよう、ハイブリッドシステム使用に関する参加条件として車両の最低重量をライバル勢よりも70kg重い1,090kgに、アシスト出力の使用時はエンジン回転数が7,500rpm以上とされているほか、アシスト出力やエネルギー量などにも制限が課されている。ただし、2016年はバッテリー供給の問題からハイブリッドシステムが外されており、2017年もそれを継続する形となる。2020年からはDTMとの共通規定『クラス1規定』に準じたマシンで参戦するため、FR仕様のNSX-GTを使用する。2024年からは2024年よりシビックタイプR-GTに変更したがシビック投入はホンダがGT500参戦して初めてフロントエンジン車をベースとした車両を使用した。(正確はFF車ではあるため駆動方式自体完全一致ではないが)
2006年まで4台、2007年からは5台を供給。2005年、2006年には童夢とARTAをTeam Honda Racingとして参戦させていたが、2007年より車両メンテナンスは童夢のままいずれも独立したチームとして参戦している。2005年は序盤に苦戦を強いられたが、第3戦 セパンより伊藤・ラルフ組のARTA NSXに3.5L V6 NAエンジンを投入して2位という好成績を収め、その後全車に投入した。2006年は4勝を挙げたものの大事な場面でのトラブルが多くタイトルは獲得出来なかった。2007年よりKEIHIN REALが加わり5チーム体制となり、ARTAが3勝を挙げてドライバーズ&チームのダブルタイトルを獲得、年間ポイントランキングでは1位から4位をNSXが独占し、道上・小暮組のTAKATA童夢は5回ポールポジションを獲得するなど、NSXの圧倒的な強さを見せつけた年となった。
2008年は前年のNSXの余りの速さから性能調整で最低車重が引き上げられ、第5戦 菅生では道上・小暮組の童夢1勝に留まった。2009年の最終戦もてぎを前に、NSXでの参戦を終了し2010年より新型車を投入することを発表。最終戦ではARTAがポール・トゥ・ウィンで優勝した。2010年より、市販モデルの存在しないHSV-010 GTで参戦。デビューウィンは逃したものの、小暮・デュバル組の童夢がチャンピオンとなった。HSV-010の最終年となった2013年は、同じく最終年のSC430と最終戦までチャンピオンを争い2位となる。
2014年は第5戦で童夢が優勝するも、チャンピオン争いには絡まずにシーズンを終える。
2015年はTEAM KUNIMITSUが終盤追い上げを見せるもチャンピオンには届かなかったもののレクサス勢より上位のランキング3位でシーズンを終える。
2018年は山本・バトン組のTEAM KUNIMITSUが着々とポイントを稼ぎ、LEXUS勢とのタイトル争いを制しチャンピオンを獲得。山本はその年のスーパーフォーミュラのチャンピオンも獲得したため、GTと合わせて自身初の二冠を達成。またバトンはGT参戦初年度でのチャンピオンとなった。エンジンレイアウトをFR化して最初の年となった2020年は、最終戦前に10台にチャンピオンの可能性がある大混戦を制し、山本・牧野組のTEAM KUNIMITSUがドライバーズチャンピオンを獲得した。またこの年は、5度のポールポジション、年間4勝とNSXの強さを見せた年となった。
エンジンメンテナンスは全車M-TECが担当している。2005年は、前年に引き続き3L V6 T/Cエンジンであったが、ベースエンジンはC30AからC32Bに変更した。しかし、前年同様 劣勢は否めず途中から2003年までと同様の3.5L V6 NAに変更し競争力を回復した。2009年は排気量のみレギュレーションに沿った3.4Lに縮小した。2010年はレギュレーションに沿ってフォーミュラニッポン用のHR10EをGT用に一部仕様を変更したHR10EGに変更した。2014年から2016年までは、基本仕様が共通の2.0L 直列4気筒ターボのNREエンジン「HR-414E」を使用している。2017年から2019年まではアップデート版のHR-417Eを、2020年からは規定によりエンジンレイアウトをFR化するため、それに対応したHR-420Eを使用する。

## タイヤメーカー
GT500・300クラスの各チームに対して多数のメーカーが供給している。コスト削減等の理由からワンメイク化を選択するカテゴリが増加するなか、SUPER GTは世界的に見ても珍しい例となりつつあるが、タイヤ戦争とも言われる複数のメーカーによるコンペティションを実現させているのは、タイヤメーカーにとっての魅力的なシリーズとする運営側の考えに加えて、重要なスポンサーの1つとなっているためである。車両性能の均衡化が強力に推し進められたGT500クラスでは、コースコンディションやピット戦略に合わせたタイヤの選択に加え、それぞれのチームが契約しているタイヤの銘柄が重要なファクターを担う場合がある。現場で得られた各種のデータは他カテゴリーのレース用タイヤや市販の低燃費タイヤにフィードバックされており、貴重な実験場ともなっている。
近年は欧米のワンメイクタイヤよりグリップ力が高くなっており、GT3マシンとほぼ同BoPのマシンであってもラップタイムが5秒以上離れることもある。

### ブリヂストン
GT500クラスでシェアトップを誇るメーカー。2024年現在はTEAM TOM'Sの2台、CERUMO、SARD、ROOKIE Racingのトヨタ5台、ARTAの2台、REAL RACING、TEAM KUNIMITSUのホンダ4台、NISMO NDDP、TEAM IMPUL、NISMOの日産3台の計12台に供給している。ホンダ勢は2004年まで、日産勢は2005年までブリヂストンに一本化していた時期もあった。かつてのGTの名ドライバー、星野一義率いるTEAM IMPULは前身のJTCC及びJGTC時代から一貫して現在までブリヂストン一筋として知られる。GT300クラスには1998年以来供給していなかったが、2011年よりARTAへ供給を開始し、2022年にはapr（31号車）、K2 R&D LEON RACING、埼玉トヨペット Green Brave、muta Racingにまで広がった（2024年現在も以上の4台に供給している）。スリックはドライでも常に安定した成績を残している他、路面が少し濡れた、いわゆる「ちょい濡れ」状態での強みもあるとされる。
またGT300のレインタイヤは他メーカーを引き離すほどの性能差があると言われるほど高い戦闘力がある。
2013年にGT300クラスでブリヂストンタイヤとして初チャンピオンとなった。また、2018年、2019年でブリヂストンタイヤを使用するチームがチャンピオンとなり、ブリヂストンタイヤとしては初の連覇達成となった。

### ヨコハマ
GT300クラスでシェアトップを占めるメーカーで、2022年は同クラスの28台中16台に供給している。GT500クラスにはRACING PROJECT BANDOH、KONDO RACINGの2台に供給している。かつては岡山国際サーキットやセパンで相性が良いと言われており、実際それらで行われたレースではヨコハマユーザーが度々優勝を遂げている。ウェットコンディションに強いと言われ、日産勢であるKONDO RACINGの近藤監督はレース前に由良拓也氏とのピットでの会話で「ウェットなら他車より3秒は速い」とコメントしている。ワークスドライバーとして、かつては織戸学が2000年 - 2007年、荒聖治は2001年 - 2003年、2006年 - 2009年、2011年と、長らくヨコハマタイヤを履いたチームに所属している。同社がグリップ向上を目的にゴムの軟化材として従来の石油資源に代わり、天然の“オレンジオイル”を初めて配合したのはレース用タイヤである。近年のGT500ではブリヂストン、ミシュラン組に後れを取ってはいるが、うまく噛み合うことができれば台風の目になりうる存在でもある。

### ダンロップ
GT500クラスにはトヨタ勢は2002年より、ホンダ勢は2005年より各1台ずつ供給していたが、2024年現在はホンダ陣営のNakajima Racingのみとなっている。データ不足で苦戦することが多いが、近年は最後の鈴鹿1000kmを制するなど調子を上げてきている。GT300クラスは、2024年現在はR&D SPORT、GAINER、K-tunes Racing、LM Corsa、D'station Racingの5台に供給している。ワークスドライバーとして、2002年 - 2007年の服部尚貴、2002年 - 2005年の脇阪薫一、2008年 - 2010年のアンドレ・クートらがいた。また、道上龍は2009年までブリヂストンタイヤを履くチームに所属していたが、2010年よりダンロップタイヤの開発をしている。ブリヂストンと同様に「ちょい濡れ」の強さに定評があり、「雨のダンロップ」とも言われている。

### ミシュラン
2023年まで、GT500クラスにはNISMO、NDDP RACINGの日産2台に供給していた。以前はトヨタ・ホンダ勢にも供給していた。GT300には1997年と、スポット参戦の2000年 - 2001年、2005年 - 2010年まで供給された。2013年 - 2014年のR&D SPORT以降同クラスにユーザーは存在しなかったが、2020年よりPACIFIC - D'station RacingとLM corsaの2台へ6年ぶりに供給することとなった。2024年現在はBMW Team Studie × CRS、SHADE RACING、PONOS RACINGの3台に供給している。
参戦初め頃はデータ不足で他メーカーに遅れを取っていたが様々な耐久レースで培ってきたノウハウを生かし徐々に強さを見せつけていった。
高いグリップ力を持ちながら耐熱性も高く、特に路面温度が高くなる夏季のレースでは優位とされるほか、低温やウエットにも対応している。また、2020年第8戦のオープニングラップのように序盤で他タイヤユーザーを多数オーバーテイクするシーンも度々見られ、温まりの良さも注目の対象である。2009年にはHASEMIが第4戦セパンで初優勝、2011年にはSARDが3度のポールポジションを獲得、そして2011年と2012年MOLAの連覇、2012年の鈴鹿1000km制覇、2014と2015年のNISMOの連覇に貢献するなどGT500クラスで他メーカーを脅かす存在にまで成長した。
2013年にはGT300のBRZが全8戦中5回のポールポジション獲得、そして鈴鹿1000kmレースでほぼ全ての車両を周回遅れにするほどの速さを見せつけ、BRZ初優勝に貢献した。　　　　　　　　　　　　　
しかし2023年シーズンをもってGT500クラスからは撤退することが明かされた(GT300はそのまま使用される)。

### ハンコック
同社がメインスポンサーを務めるGT300クラスのKTR Racingに2006年 - 2013年まで供給していた。そのほか、過去にはGT300の数チームへも供給していたことがある。500クラスへは未供給だが、GT300クラスでは圧倒的な多数派であるヨコハマに対して勝るとも劣らない成績を上げている。特に薄乾き状態の路面コンディションの中、無交換で走りきる安定感を見せている。2019年はSUPER GTとDTMの交流戦ではあるが、SUPER GTのレースにハンコックタイヤが戻ってくることとなった。

### クムホ
シリーズ初年度の2005年 - 2009年まで、GT300クラスの数チームに供給していた。2006年の第6戦 鈴鹿1000kmでは救済措置を受けていたこともあり、TEAM CERUMOのトヨタ・セリカがポール・トゥ・ウィンを飾るが、表彰台はこの1回に終わる。

## レギュレーション

### サクセスウェイト
DTMを参考に、SUPER GTの前身であるJGTCがスタートして2年目の1994年より導入された。予選・決勝の上位にウェイト（重り）を搭載させることによって、同クラス内で実力の拮抗を図っている。上位成績でポイントを重ねるごとにウェイトが増えるため、勝ち続けることは困難になる。2020年までは「ウェイトハンデ」（スポーティングレギュレーションでの表記は「ウェイトハンディ制」）という名称であったが、2021年より現在の名称に変更された。
2020年のレギュレーションでは、第1戦及び最終戦となる第8戦はウェイトハンデが無く、GT500クラスは第2戦 - 第6戦までは総獲得ポイント×2、第7戦は総獲得ポイント×1、GT300クラスは第2戦 - 第6戦までは総獲得ポイント×3、第7戦は総獲得ポイント×1.5となる。最大積載重量の上限は、両クラス共に100kgで、それ以上の重量増は成績に関係なく免除される。過去にはウェイトの増加を嫌い故意に順位を操作するなど、車両の性能やチーム戦略、成績とウェイトは密接に関係することから具体的内容については議論が絶えず、度々改訂が行われている。
2015年まで、GT500ではウェイトが50kgを超えると、50kg相当分を燃料流量リストリクター径を小さくしてエンジン出力を制限する方策が取られていた。ウェイトの取り付け位置は、2013年は50kgまでは鉛板を助手席に、それ以上については自由とされていたが、2014年から50kgまでは運転席下に、それ以上はウェイト加算か燃料リストリクターによる出力制限のどちらかを選択可能となった。ドライバーとウェイトが同じ左側に存在するため荷重が左側に偏ることで、ウェイトが積載された際の影響（ウェイト感度）がより顕著となる可能性も指摘されている。2016年は従来通りの最大100kgの重りによるウェイトハンデ制になったが、2017年に再び燃料リストリクター制限が使われることになった。ただし、従前はリストリクター口径が一律の数字だったのに対し、新制度では重量に合わせて3種類の口径が用意され、それを基準として実際のウェイトで細かく調整する形になる。

### タイヤ
使用本数には制限があり、公式練習から決勝までに使用出来るドライ用のスリックタイヤは4本×6セットの計24本となっており、各チームはその中でコンパウンドなどを選択すると、オフィシャルの手によってマーキングが施される。予選のQ1、Q2で使用出来るのはそれぞれ1セットのみで、Q2に進出出来なかった車両はそのタイヤでスタート、Q2に進出した車両はQ1かQ2で使用したいずれかのタイヤを選択出来る。ウェット用のレインタイヤは、大会運営側がウェットと判断した場合に限り、公式予選からフリー走行で使用可能となる。また、各タイヤメーカーが持ち込める総本数は、ドライ用が1台当たり4×7セットの計28本、ウェット用は4×9セットの計36本となっているが、距離が300kmを超える場合はGTAが協議の上決定する。

### 予選
かつては2つの予選方式がレースによって混在する形となっていたが、2013年から2023年までは全てのレースがノックアウト方式に統一された。2024年は合算タイム方式を導入する。
ノックアウト方式
スーパーラップ方式では全20台の走行に時間がかかり、出走する順番によって天候、路面温度などコースコンディションの差が大きいなどの問題点があった。そこで、2007年第7戦もてぎで試験的にF1と同じノックアウト方式予選が採用され、2010年以降から本格的に実施された。2012年以前はF1と同様に3ラウンド行い順位を決定していたが、2013年以降はQ1とQ2の2ラウンド制で行われている。GT300、GT500の順で決勝と異なり混走はしない。
Q1は各クラス15分間（インターバル5分）で行われ、GT300は16位まで（2019年より）、GT500は8位までがQ2へ進出する。ただし、2018年からはコースによってはGT300で組み分けが導入されており、GT300のA組、GT300のB組、GT500の順で10分間ずつ（インターバル8分）Q1を行い、GT300は各組上位8台がQ2に進出する。
10分のインターバル後にQ2が10分間で行われるが、GT300走行後に再び8分のインターバルがあり、GT500の終了時点で最終的な順位が確定する。なお、ドライバーはQ1、Q2と連続して乗ることは出来ないため、それぞれ別のドライバーが担当する。
スーパーラップ方式
2012年まで行われていた方式で、通常のタイムアタック方式とスーパーラップ方式を組み合わせた形となる。60分間のタイムアタックを2回行ったあと、スーパーラップが行われる。なお、予選はクラス上位3車の平均タイムを基準に、変則的な107%ルールが採用される。予選1回目で、各クラス10位以内がスーパーラップに参加可能。予選1回目で10位となったチームから1周のラップタイムを競い、速い順にスターティンググリッドが決定する。予選1回目で各クラス11位以下は、予選1回目のタイムでスターティンググリッドが決定する。コース上にはアタック中の車両しかいないため、ドライバーが選曲したBGMが流され、観客がチームと一丸となって贔屓のチームを応援することが出来る。
なお予選にはシード制が適用され、シード権持ちのチームについては予選の結果に関わらず決勝レース出走が保証される。シード権の対象チームは2006年時点では「各クラスで前年ポイントランキング12位以内」、その後「前年ポイントランキング15位以内」に拡大された。2017年からはシード権の規定が大きく変更され、「GT500クラス全チーム＆GT300クラスの前年ランキング18位以内、GTAが認定したインターナショナルチーム、2008年から継続参戦しているチーム」の順で決勝出走枠が保証されることになった。またこれ以外のチームでも、シード権を持つ参戦休止チームからシード権を譲り受けることが認められている。

### 決勝

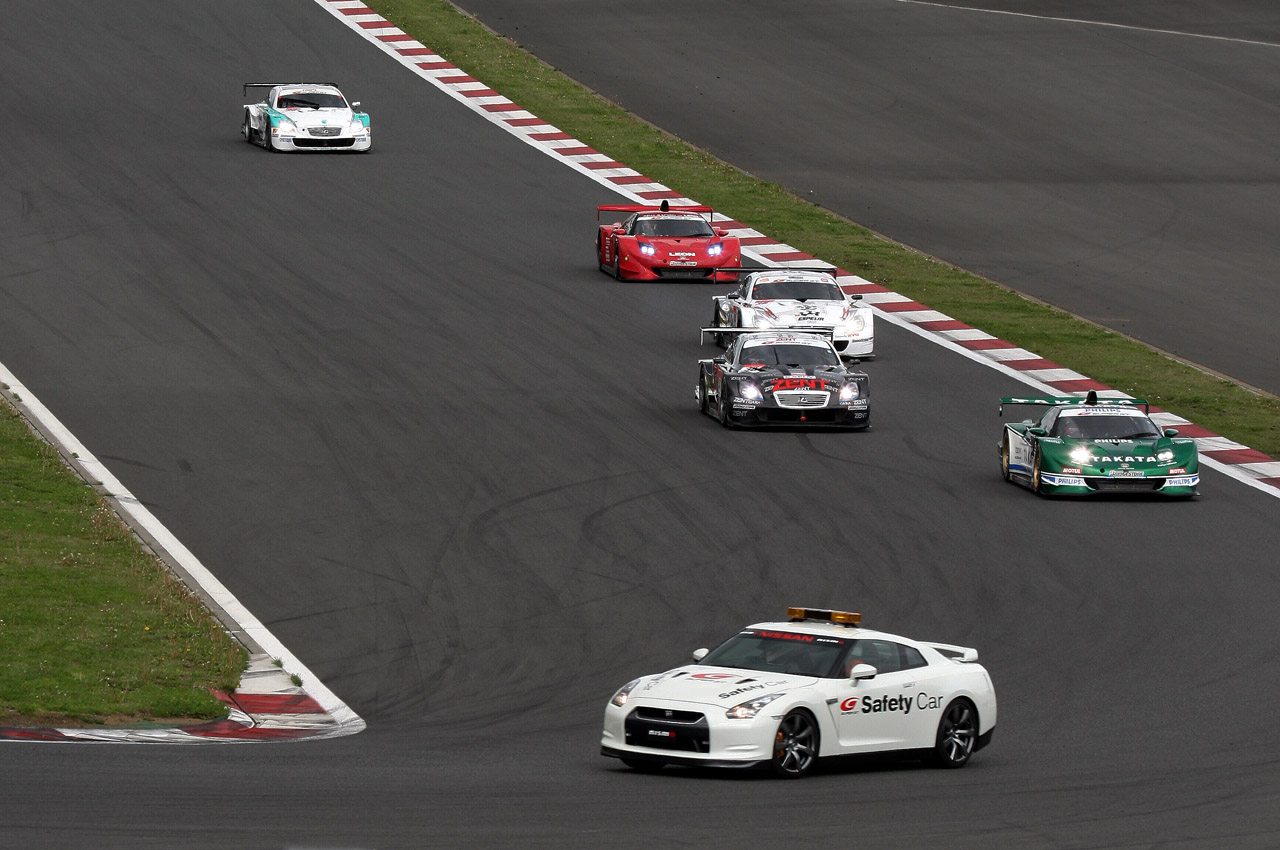
フォーメーションラップ

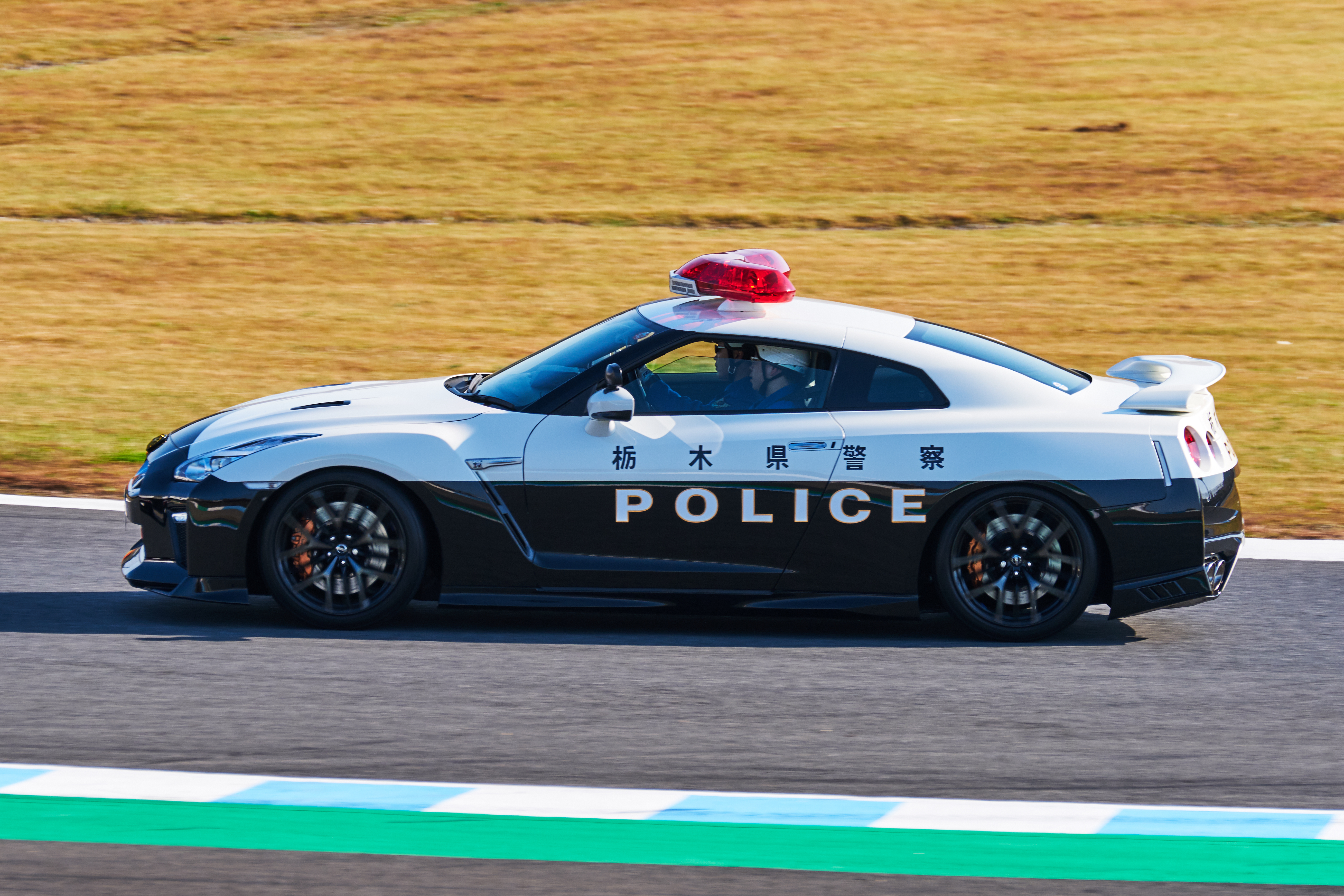
パレードラップで先導する栃木県警の交通取締用四輪車（交通取締用無線自動車）
（2018年11月 第8戦）

スタート時は予選で使用したタイヤをそのまま装着し、GT500、GT300と続けて、ローリングスタート方式で行われる。フォーメーションラップを行い、セーフティカーがコースを外れ、シグナルのグリーン表示で一斉にスタートとなるが、コントロールラインを通過するまでは追い越しが禁止されているため、ポールポジションを獲得した車両がタイミングを計り、自らのペースでスタートすることが可能なアドバンテージを持つ。フォーメーションラップではGT500の先頭にセーフティカーが着き、ローリングスタートはGT500とGT300の間に充分な間隔が開けられ、シグナルのグリーン表示は先を走るGT500のスタート時に行われる。2014年よりGT500についてはDTMと共通のカーボンブレーキが採用されたことで、フォーメーションラップとは別にブレーキを暖めることを目的としたウォームアップラップが1周追加された。その後第5戦の鈴鹿1000kmで、ウォームアップラップに代わり開催地の地元警察（岡山・静岡・三重・宮城・大分・栃木の各県警）の交通機動隊または高速道路交通警察隊が複数台の白バイ及び交通取締用四輪車（交通取締用無線自動車）（交通取締用四輪車（反転警光灯）が入る場合もあり）で先導するパレードラップが行われ、その後は他のレースでもパレードラップを実施、定着している。この場合、1周目終了後に警察車両が退きセーフティカーが先導、2周目にセーフティカーがピットに退き正式なスタートとなる。

### ポイント
ドライバー、チーム共通で決勝の10位までに与えられる。700kmの距離を境に配分が異なる。700kmを越すのは2017年以前は鈴鹿1000kmだけ、2018年以降は富士500マイルだけである。また、第3ドライバーは、運転した通算距離が120㎞未満の場合はポイントが与えられない。
2022年より距離のほかに、4時間以上のレース時間の競技会においても、配分が変更された。
| レース距離               | 1位 | 2位 | 3位 | 4位 | 5位 | 6位 | 7位 | 8位 | 9位 | 10位 |
| ------------------------ | --- | --- | --- | --- | --- | --- | --- | --- | --- | ---- |
| 700km未満または4時間未満 | 20  | 15  | 11  | 8   | 6   | 5   | 4   | 3   | 2   | 1    |
| 700km以上または4時間以上 | 25  | 18  | 13  | 10  | 8   | 6   | 5   | 4   | 3   | 2    |

加えて、チームに対しては完走したときに周回数に応じてポイントが与えられる。
| クラス      | 同一周回 | 1周遅れ | 2周遅れ | 3周以上遅れ |
| ----------- | -------- | ------- | ------- | ----------- |
| GT500クラス | 3        | 2       | 1       | 1           |
| GT300クラス | 3        | 3       | 2       | 1           |

最終戦終了時点で合計ポイントが同じ場合は、上位入賞回数の多い車両がタイトルを獲得する。
2016年から予選Q2でPPを獲得した場合、ドライバーズポイントが1点与えられることになった。なお、チームポイントは対象外となっている。
2020年より、GT300クラスでは2周遅れのフィニッシュで2ポイント、3周以上遅れのフィニッシュで1ポイントが加算されるという規定に変更となった。

### ドライビング・モラルハザード
観戦するファンに質の高いレースを提供するため、すべてのレースの規範となるスポーツマンシップを構築し、モータースポーツの安全性を高めるために定められた制度として「ドライビング・モラルハザード」が定められている。これはSUPER GT全戦及び公式テスト、プロモーションイベント等においてドライバーに課せられるもので、GTアソシエイションがガイドラインを定めており、危険な走行やコース内外でのモラルを逸脱した行動があったと判断された場合、ドライビングスタンダードオブザーバーの裁定でペナルティポイントが加算される。
ペナルティポイントは加算時点からシーズンをまたぐ形で累積され、その累積ポイントに応じて罰則が科せられる。加算時からペナルティを犯さずに2レース参戦した場合2ポイントの減免措置がとられる。また、2シーズン参加がない場合はポイントは原則として0になるほか、次大会のレース参加拒否が履行された場合は5ポイント減算される。
| ポイント | 事例                                                             | 項目                     |
| -------- | ---------------------------------------------------------------- | ------------------------ |
| 1        | 黒白旗の提示を受けた危険なドライブ行為                           | 一般原則、危険なドライブ |
| 2        | 同クラス同士の接触で相手をスピンアウトさせる行為                 | 一般原則                 |
| 3        | 他クラス車、同クラス異周回数車をスピンアウトさせる行為           | 一般原則                 |
| 3        | 黄旗中のスピン                                                   | 危険なドライブ           |
| 3以上    | 赤旗中のスピン                                                   | 危険なドライブ           |
| 1〜3     | 安全確認義務違反                                                 | 一般原則、危険なドライブ |
| 3〜5     | 安全確認義務違反の上、他車両をコースアウトやクラッシュさせる行為 | 危険なドライブ           |
| 4〜10    | 報復行為、悪質と判断される行為や暴力行為                         | 危険なドライブ           |
| 2〜5     | 青旗無視                                                         | 危険なドライブ           |

| 累積ポイント | 罰則                                                                                                 |
| ------------ | --- |
| 4            | 次回出場競技会の公式練習（後半の1時間）参加禁止                                                      |
| 6            | 次回出場競技会の公式練習（後半の1時間）参加禁止かつ決勝レースのスターティンググリッドで4グリッド降格 |
| 8            | 次回出場競技会の公式練習終日参加禁止かつ決勝レースのスターティンググリッドで8グリッド降格            |
| 10～         | 次回出場競技会のレース参加拒否以上                                                                   |

### 救済措置
かつては、各レースの予選や決勝で上位6台の平均となる基準タイムより遅く、かつポイントランキングで7位以下の車両に対して、エアリストリクター径を拡大しエンジンのパワーアップによる性能の引き上げ措置が施されていたが、2009年から廃止された。

### ルーキーテスト
GTAでは2010年より、GT300クラスに新規参戦、若しくは2年以上SUPER GTに参戦していないGT300クラスのドライバーなどを対象に、レース参戦前に合同テストにおけるルーキーテストの受講を義務付けている。原則として過去のレース実績等は考慮されないため、過去にF1、WTCCへの参戦や、SUPER GTでの優勝経験等があるドライバーでも、2011年の山路慎一、2012年の野田英樹・谷口行規などのように、前記の条件を満たす場合にはルーキーテストを受講する必要がある。
なおルーキーテストの審査やレース中のペナルティの判断基準を統一するため、主催者では「ドライビングスタンダードオブザーバー」として服部尚貴（2008年 - ）、岡田秀樹（2010年 - ）、田中哲也（2018年）といった元ドライバーを起用している。

## SUPER GTが抱える問題点

### 経営
現在日本国内で開催される四輪モータースポーツにおいて最も多くの観客動員を集め、経営も順調だと思われていたSUPER GTであったが、2007年3月、同シリーズの運営組織であるGTAが実は約2億数千万円にも上る債務超過状態に陥っていたことが明るみに出た。直接の原因は「スポンサーの一社が倒産したため、当初予定されていた協賛金が入金されなかったこと」とされているが、元々GTAは2005年にも年間で約1億円ほどの赤字を出していた経緯があり、以前から「シリーズのプロモーション等に費用をつぎ込みすぎているのではないか」といった疑問を、エントラント（レーシングチーム）側から持たれていた。
この問題を解決するため、GTAでは従来組織運営の中枢を担ってきた理事会ならびに事務局を解散した上で、同月に行われたGTA総会において新たな運営組織として「GTA委員会」を発足させることを決定。GTA委員会の委員長にはRACING PROJECT BANDOH代表の坂東正明が就任し、シリーズ運営については従来の体制を維持しつつも、プロモーションに関しては年内にも新法人を立ち上げ、運営コストの見直しによる黒字転換及び債務一掃を図る方針を表明し、その宣言どおりシリーズ最終戦前の記者会見において「株式会社GTプロモーション」（社長はKRAFT代表の平岡寿道）を設立したことを発表した。
これに加えシリーズ運営の安定化を狙い、2008年4月1日付でシリーズ運営を担う母体企業として「株式会社GTアソシエイション」が設立された。出資比率はトヨタ（富士スピードウェイ、トヨタテクノクラフト）、日産（NISMO）、ホンダ（モビリティランド）というGT500クラスのワークス3メーカーが計47.34%、参戦するチーム側の代表者で構成される「GTエントラント協会」が47.34%、それ以外に岡山国際サーキットが5.26%を出資し、残る1株は発起人代表として坂東が保有する。同社の社長は坂東が兼任する。
2015年からは、SUPER GTに加えてサポートレースとしてFIA-F4選手権を運営している。

### ドライバーの育成
国内のモータースポーツにおいて最も隆盛を誇っているSUPER GTであるが、その人気の原点はウェイトハンデ制を導入するなど、特定のチームに勝利が集中することを避けた勝負の面白さに着目した運営面が理由の一つとして挙げられる。一方で、国内フォーミュラレースの人気は下降しており、スポンサー獲得が困難等の理由でF3などのミドルフォーミュラの参戦ドライバー数が減少する傾向にある。例として、全日本F3選手権の参加台数は2007年は12台、2008年は9台（ナショナルクラスを含めても16台）と減少傾向は続いている。そこで、各自動車メーカーが期待する若手ドライバーを育成プロジェクトとして、人気がありスポンサーを獲得しやすいGT300クラスの提携チーム等に送り込むことが多くなってきている。
本来、ドライバーはレースにおいて車両性能を限界まで引き出し0.1秒を削りとる能力が要求されるが、SUPER GTではウェイトハンデという人為的にコントロールをされた状態で戦うため、必ずしも性能を完全には発揮出来ない。また、シリーズチャンピオンの獲得を睨み、ウェイト軽減のため故意に順位を落とすなどのケースが過去にも見られた。また、SUPER GTマシンは性能が高いとはいえツーリングカーで、フォーミュラカーとはセッティング方法が大きく異なるため、本カテゴリからF1やIRLなどへのステップアップを目指すのは難しい。
ツーリングカーレースとして本カテゴリーに匹敵する規模・人気を誇るレースとしてはWTCC、DTM等があるが、DTM、WTCC、SUPER GTのマシンはそれぞれ全く性格が異なる上、WTCCとDTMにはスポンサーとしての日本の自動車メーカーや大企業がほとんど参加していないためバックアップも得られにくいことから、ツーリングカー分野での海外進出も難しい。実際、過去日本人ドライバーがWTCCやDTMにフル参戦した例は、2003年の金石勝智（DTM）、2011年の谷口行規 (WTCC) など極少数である。この結果、本カテゴリからステップアップを目指すドライバーの受け皿が事実上GT500クラスに限られるが、GT500クラスのシートに空きが出ることが少ないため、多くのドライバーがステップアップを望みながらも果たせないのが現状であり、将来へ向けての育成という観点では課題が残る。さらに2009年からはコスト削減で金曜日のテスト走行が認められなくなったことで走行の機会が減り、若手ドライバーが経験を積む場が減る懸念も表出している。

### 子供の集客
近年のスポーツカー離れを懸念し、より多くの子供にサーキットに足を運んでもらおうと、中学生以下無料や、2006年よりキッズウォークが開催されている。また、子供連れの父親に向けたグッズを配るチームがあるなど、その試みは結実し、近年家族連れの観客が増えたのは事実である。

### 全日本選手権の扱い・国際シリーズ化
SUPER GTは2005年より国際シリーズ化を目指してJAFの管轄下から離脱したものの、現実には日本国外でのシリーズ展開は年間1レース程度がカレンダーに組み込まれるのみとなっており、JGTC時代とほぼ変わらないシリーズカレンダーでの運営を余儀なくされている。
一方、2013年より韓国・霊岩郡の韓国インターナショナルサーキットでSUPER GTを開催することが決定、2011年12月15日に仮調印を締結、2012年6月に正式決定し、2013年は5月18日-19日の予定でオールスター戦を開催（その後延期）、2014年以降よりシリーズ戦として開催する予定（その後取りやめ）となっていた。また、中国・珠海市の珠海国際サーキットでも特別戦の開催を計画、当初は2012年12月23日に開催する方向で調整をしていたが、プロモーションのための時間が不足していることから、2012年の開催を断念し2013年の開催を目指して再検討を行う方針となっている。これとは別に、台湾・東港鎮の大鵬湾国際サーキットがSUPER GTの開催を目指しているという報道がある。
東南アジアでの開催も見えてきているとしており、将来的にはSUPER GTのレギュレーションを使用し、東南アジアでの統一レギュレーションで各国のシリーズ戦を行い、東南アジアでのチャンピオン決定を行う計画もあるという。中でもタイではチャーン・インターナショナルサーキットで2014年よりSUPER GTのシリーズ戦を開催、さらに「スーパーカー・タイランド」として開催されているシリーズを2015年より「SUPER GTタイシリーズ」に改称、GT300クラスの車両規則に統一して開催する方針であるとしている。2020年からはマレーシア・セパン・インターナショナル・サーキットでの開催が復活予定で、SUPER GTとしては初めてナイトレースでの開催を予定している。この年は2020年東京オリンピック自転車競技会場として使われる富士スピードウェイで富士500マイルが開催できないことから、代替開催としてこの時期での開催を念頭に置いているほか、2021年以降は開催時期を今後検討、また2019年までの契約となっているタイでの開催が継続する場合はマレーシア開催との連動する可能性もあるとしている。
しかし新型コロナウイルス感染症 (2019年)の影響により、2020年から24年までのカレンダーには海外戦は含まれていない。
現在は25年以降の開催を目指して交渉を行っている。
2014年からGT500クラスがDTMと車両規定を統一、更に2017年には規則を完全統合する予定で、これによりDTMや2015年開始予定のDTMアメリカに参戦しているドイツ等のメーカーがSUPER GTに、SUPER GTに参戦している日本のメーカーがDTMやDTMアメリカに参戦することが可能となり、仕様も共通化されることで後述するコストの削減や外国車の参戦についても一定の解決策が示されるほか、将来的には3シリーズの交流戦も可能となる。
しかし新型コロナウイルス感染症 (2019年)の影響により、DTMはGT3規格へ移行し現在のモノコック、エンジンを使用するのはSuper GTのみとなった。
また、2013年から再開予定のAsLMSのGT3-GTCクラスにGT300クラスの車両が参戦可能になることで合意している。さらに2018年からはこれまでの鈴鹿1000kmの後継となる「サマーエンデュランス 鈴鹿10時間耐久レース」の開催にGTAとブランパン耐久シリーズなどを主催するステファン・ラテル・オーガニゼーションが協力、GT300のJAF-GT車両も含めたGT3車両の世界統一戦として開催されることになる。

### コストの高騰
現在のSUPER GTの車両規定、いわゆるN-GT規定は日本独自の規定を盛り込んだため、FIA-GT選手権のFIA-GT規定及びル・マン24時間レース、ELMS、ALMSなどのLM-GT規定とは相容れない物となっており、交流戦すら事実上行えなくなっている。更に、SUPER GTの各カテゴリーの車両規定がほぼ毎年のように改訂されるため、各メーカー、チーム共にマシンの開発に掛かるコストが高騰の一途を辿っている。本来コスト低減を標榜しているはずの規定が、開発の激化とコスト高騰を招いているというジレンマに陥っている点も憂慮されている。
シャシのパイプフレーム化などのコスト削減策を講じても、それが全く奏功することなく、逆にマシン開発を激化させるという悪循環となっている。GT500に至っては最早プライベーターが参加出来る環境では無くなっており、近年ではSUPER GTから撤退するチームも多く現れている。2009年からはレース開催時の予選前日のテストを取り止め、予選・決勝の二日間のみの開催として、全体のランニングコストを抑制する措置を実施しているが、根本的な対策とはならず、デビューしたばかりのドライバーが実際にサーキットを走行する機会が減る事への懸念も残されている。
これらの問題を解決するため、GT500クラスはDTMとシャシーやエアロパーツ等を統合しコストを削減することを決定、2014年より実施された。2014年からSUPER GTで採用された、ガソリン仕様の直列4気筒ターボエンジン“NRE”は、将来的にDTMでも採用される予定となっている。
GT300クラスはFIA-GT3規定の車両レギュレーションを設定、プライベーターでも参戦出来るように改善したこともあり参戦台数が増加した一方、JAF-GTはベースとなる国産車が少ないことから参戦台数は僅かな台数に止まっている。この状況を憂慮したGTAは、販売される時点でほぼ完成品となっているFIA-GT3の改造余地は少ないことから、車両制作を含めた技術の伝承や国産バーツを活用する意味でもJAF-GT車両が必要とされたが、専用品であるモノコックを一から開発するには莫大なコストが掛かり、このままではJAF-GT車両が減少する恐れがあるため共通シャシーを使用するという“マザーシャシー案”が提示され、製造メーカーが童夢に決定、現代のCFRPを使用したモノコックは、材料・制作コストが非常に高いため、コストダウンのために作り方を工夫するなどして開発が行われている。このような経緯で導入されたマザーシャシーであるが、近年ではそれを扱うチームが急減してきている。原因としては、そもそも導入後からのトラブルが多発しているため経験のあるガレージ以外の対応が難しい反面それらを技術的にサポートできる人材が不足していること、マザーシャシー以外の部分を改造できる範囲が幅広いため、いくらでもつぎ込んで改造ができることから、本来想定をしていたコスト軽減の効果が余り発揮できていないこと、が挙げられる。マザーシャシーでチャンピオンを獲得したつちやエンジニアリングも2020年からはFIA-GT車に変更している。

### FIA-GT・JAF-GT・マザーシャシー問題
近年、外国車を使用するチームの多くはGT300クラスに参戦しているが、外国車の場合は規定に合わせて出力を落とす“デチューン”を行う場合がある。そのため、GTAでは2012年のGT300クラスのレギュレーションをFIA-GT3規格を基準に変更した。これに伴い300PS制限は撤廃され、FIA-GT3車両は500PSを超えるものが存在する。併せてGT500クラスでも出力制限を緩和しているが、2013年は日本メーカーのJAF-GT車両、特にハイブリッドエンジン搭載車に有利な性能調整が行われたことにより、GT300クラスでは常に上位をJAF-GT車輌が独占し、前年まで上位を占めていた外国車や一部の日本メーカーの車両は優勝どころか上位進出すら難しいという状況に陥ったため、シリーズ中にJAF-GT車両に対する性能調整を行うことになった。
元々、富裕層の遊びとして始まったGTレースを対象に作られたFIA-GTと、日本独自の技術によって改造が重ねられて作られたJAF-GT及びマザーシャシーは、その成り立ちや趣旨が大きく異なる。そのため、両者が混走するSUPER GTにおいては常にBOPの調整が問題となっている。

## レース放送
2006年からGTAが自ら制作したオフィシャル映像をCS放送や地上波等へ供給している。国際化に伴い2005年より海外でも本格的な放送がスタートしているため、放送が国際映像として使われる関係から、番組中のテロップについて、JGTC時代は日本語表記だったものを原則として英語表記に切り替えている。

### コメンタリー

#### 実況
- 辻よしなり（2005 - 2006年 全日本GT選手権からの継続）
- 久保田光彦（2006年第3戦富士のみ）J SPORTSの放送のみで、前半の実況を担当した（後半は中島秀之が担当）。
- 下田恒幸 （2006 - 2013年）
- 矢野武（2006、2009 - 2010年）2006年は一部の現地放送を担当した。
- 中島秀之（2006 - 2007年、2010 - 2011年、2014 - 2017年）　2006、2007年は主にJ SPORTSでピットレポートを担当。
- 赤平大（2011年 - 2017年）
- サッシャ（2014年 - 、2018年より原則全戦で実況を担当）
- シャーリー半田（2016年 第7戦タイのみ）
- 實方一世（2018年 - 、主にサッシャの不在時に担当。長距離戦ではピットレポーターを担当。また、サポートレースのFIA-F4選手権では全戦で実況を担当）
- ピエール北川（2020年 第2戦富士のみ。通常時はGTAから派遣される形で場内実況を担当。ただし全日本GT選手権時代から場内放送を行っている。）
- 笹川裕昭（2023年）

#### 解説
- 土屋圭市（2006年）
- 由良拓也（2006 - 2020年、2022年 - ）[84]
- 鈴木恵一（2007年）
- 松浦孝亮（2008 - 2009年）
- 飯田章（2009 - 2010年）
- 荒聖治（2010年）
- 福山英朗（2009年 - ）
- 木下隆之（2011 - 2014年）
- 光貞秀俊（2015年 - ）
- 道上龍 (2017年)
- 高木虎之介（2018年 - 、富士500マイルのみ。）
- 中嶋一貴（2016年第1戦岡山、第3戦、第8戦もてぎ、2020年第6戦鈴鹿 、2021年第5戦菅生、第8戦富士）
- 本山哲（2023年 - ）

#### ピットレポーター
- 高橋二朗（全てのレースを担当）
- 一戸恵梨子（2008年 - 2010年）
- 瀧口友里奈（2011年 - 2013年）
- 井澤エイミー（2014年 - 2018年）
- 竹内紫麻（2019年 - ）[85]

実況/解説
|      | Rd.1                                     | Rd.2                                            | Rd.3                                                   | Rd.4                                            | Rd.5                                                          | Rd.6                                                      | Rd.7                                            | Rd.8                                    |
| ---- | ---------------------------------------- | ----------------------------------------------- | ------------------------------------------------------ | ----------------------------------------------- | ------------------------------------------------------------- | --------------------------------------------------------- | ----------------------------------------------- | --------------------------------------- |
| 2012 | 岡山 - 下田恒幸 - 由良拓也 - 福山英朗    | 富士 - 赤平大 - 由良拓也 - 木下隆之             | セパン （マレーシア） - 下田恒幸 - 由良拓也 - 福山英朗 | 菅生 - 下田恒幸 - 由良拓也 - 木下隆之           | 鈴鹿 - 下田恒幸 - 赤平大 - 由良拓也 - 木下隆之 - 土屋武士     | 富士 - 下田恒幸 - 由良拓也 - 木下隆之                     | オートポリス - 赤平大 - 由良拓也 - 福山英朗     | もてぎ - 下田恒幸 - 由良拓也 - 木下隆之 |
| 2013 | OKAYAMA - 下田恒幸 - 由良拓也 - 福山英朗 | FUJI - 赤平大 - 由良拓也 - 福山英朗             | MALAYSIA - 下田恒幸 - 由良拓也 - 木下隆之              | SUGO - 下田恒幸 - 由良拓也 - 木下隆之           | SUZUKA - 下田恒幸 - 赤平大 - 由良拓也 - 福山英朗 - 木下隆之   | FUJI - 下田恒幸 - 由良拓也 - 木下隆之                     | AUTOPOLIS - 赤平大 - 由良拓也 - 福山英朗        | MOTEGI - 下田恒幸 - 由良拓也 - 木下隆之 |
| 2014 | OKAYAMA - 中島秀之 - 由良拓也 - 福山英朗 | FUJI - 赤平大 - 由良拓也 - 木下隆之             | AUTOPOLIS - 赤平大 - 由良拓也 - 福山英朗               | SUGO - サッシャ - 由良拓也 - 木下隆之           | FUJI - 赤平大 - 由良拓也 - 福山英朗                           | SUZUKA - 赤平大 - 中島秀之 - 由良拓也 - 福山英朗          | THAILAND - サッシャ - 由良拓也 - 木下隆之       | MOTEGI - 中島秀之 - 由良拓也 - 木下隆之 |
| 2015 | OKAYAMA - 中島秀之 - 由良拓也 - 福山英朗 | FUJI - 中島秀之 - 由良拓也 - 光貞秀俊           | THAILAND - サッシャ - 由良拓也 - 福山英朗              | FUJI - 赤平大 - 由良拓也 - 福山英朗             | SUZUKA - 赤平大 - サッシャ - 由良拓也 - 福山英朗 - 光貞秀俊   | SUGO - 赤平大 - 由良拓也 - 光貞秀俊                       | AUTOPOLIS - サッシャ - 由良拓也 - 福山英朗      | MOTEGI - 中島秀之 - 由良拓也 - 中嶋一貴 |
| 2016 | OKAYAMA - サッシャ - 由良拓也 - 中嶋一貴 | FUJI - 赤平大 - 由良拓也 - 光貞秀俊             | MOTEGI - サッシャ - 由良拓也 - 中嶋一貴                | SUGO - 中島秀之 - 由良拓也 - 福山英朗           | FUJI - 赤平大 - 由良拓也 - 光貞秀俊                           | SUZUKA - 中島秀之 - サッシャ - 由良拓也 - 福山英朗        | THAILAND - シャーリー半田 - 由良拓也 - 光貞秀俊 | MOTEGI - サッシャ - 由良拓也 - 中嶋一貴 |
| 2017 | OKAYAMA - サッシャ - 由良拓也 - 光貞秀俊 | FUJI - 中島秀之 - 福山英朗 - 道上龍             | AUTOPOLIS - サッシャ - 由良拓也 - 福山英朗             | SUGO - 中島秀之 - 由良拓也 - 光貞秀俊           | FUJI - サッシャ - 由良拓也 - 光貞秀俊                         | SUZUKA - 赤平大 - 中島秀之 - 由良拓也 - 福山英朗 - 道上龍 | THAILAND - 赤平大 - 光貞秀俊 - 道上龍           | MOTEGI - サッシャ - 由良拓也 - 道上龍   |
| 2018 | OKAYAMA - サッシャ - 由良拓也 - 光貞秀俊 | FUJI - サッシャ - 由良拓也 - 光貞秀俊           | SUZUKA - サッシャ - 福山英朗 - 光貞秀俊                | THAILAND - サッシャ - 由良拓也 - 柳田真孝       | FUJI - サッシャ - 實方一世 - 由良拓也 - 福山英朗 - 高木虎之介 | SUGO - サッシャ - 由良拓也 - 光貞秀俊                     | AUTOPOLIS - サッシャ - 由良拓也 - 福山英朗      | MOTEGI - サッシャ - 由良拓也 - 光貞秀俊 |
| 2019 | OKAYAMA - サッシャ - 由良拓也 - 福山英朗 | FUJI - サッシャ - 由良拓也 - 光貞秀俊           | SUZUKA - サッシャ - 福山英朗 - 光貞秀俊                | THAILAND - サッシャ - 由良拓也 - 柳田真孝       | FUJI - サッシャ - 實方一世 - 由良拓也 - 福山英朗 - 高木虎之介 | AUTOPOLIS - サッシャ - 由良拓也 - 光貞秀俊                | SUGO - サッシャ - 由良拓也 - 光貞秀俊           | MOTEGI - サッシャ - 由良拓也 - 光貞秀俊 |
| 2020 | FUJI - 實方一世 - 由良拓也 - 光貞秀俊    | FUJI - ピエール北川 - 光貞秀俊                  | SUZUKA - サッシャ - 由良拓也 - 光貞秀俊                | MOTEGI - サッシャ - 由良拓也 - 光貞秀俊         | FUJI - サッシャ - 光貞秀俊                                    | SUZUKA - サッシャ - 光貞秀俊 - 中嶋一貴                   | MOTEGI - サッシャ - 光貞秀俊                    | FUJI - サッシャ - 光貞秀俊              |
| 2021 | 岡山 - サッシャ - 光貞秀俊               | 富士 - サッシャ - 光貞秀俊                      | 鈴鹿 - サッシャ - 光貞秀俊                             | もてぎ - サッシャ - 光貞秀俊                    | 菅生 - サッシャ - 中嶋一貴                                    | オートポリス - サッシャ - 光貞秀俊                        | もてぎ - サッシャ - 光貞秀俊                    | 富士 - サッシャ - 光貞秀俊 - 中嶋一貴   |
| 2022 | 岡山 - サッシャ - 光貞秀俊               | 富士 - サッシャ - 光貞秀俊 - 由良拓也（ゲスト） | 鈴鹿 - サッシャ - 光貞秀俊                             | 富士 - サッシャ - 光貞秀俊 - 由良拓也（ゲスト） | 鈴鹿 - サッシャ - 光貞秀俊 - 高橋二朗（ゲスト）               | 菅生 - サッシャ - 柳田真孝                                | オートポリス - サッシャ - 光貞秀俊              | もてぎ - サッシャ - 光貞秀俊            |
| 2023 | 岡山 - サッシャ - 光貞秀俊               | 富士 - サッシャ - 光貞秀俊                      | 鈴鹿 - サッシャ - 本山哲                               | 富士 - サッシャ - 光貞秀俊                      | 鈴鹿 - 笹川裕昭 - 光貞秀俊                                    | 菅生 - サッシャ - 光貞秀俊                                | オートポリス - サッシャ - 光貞秀俊 - 柳田真孝   | もてぎ - サッシャ - 光貞秀俊            |
| 2024 | 岡山 - サッシャ - 光貞秀俊               | 富士 - サッシャ - 光貞秀俊 - 本山哲             | 鈴鹿 - サッシャ - 光貞秀俊 - 本山哲                    | 富士 - サッシャ - 光貞秀俊                      |                                                               |                                                           |                                                 |                                         |

### 衛星放送
J SPORTSで中継を放送。当初はコメンタリー部分を差し替えて放送されていたが、2007年からはそのまま放送されている。また、同年7月1日よりスカパー!e2（現 スカパー!）において、また2008年10月1日よりスカパー!（現 スカパー!プレミアムサービス）のJ SPORTS Plus (現 J SPORTS 4) チャンネルでHD放送を行っている。2011年10月1日にはJ SPORTSのBS移行で、2010年最終戦以来となるBSでのHD放送も開始された。
オフシーズンには総集編が放送される他、レース数週間後には、従来の国際映像にマシンのオンボード映像を加えた「オンボードカメラ+」を放送している。
中継ではないが、2008年からJ SPORTSで「GTV (SUPER GTトークバラエティ) 」の放送が行われている。
出演者
- 高橋二朗
- 桝本奈生 (2008年)
- 美馬寛子 (2009年)
- 一戸恵梨子 (2010年)
- 瀧口友里奈 (2011年 - 2013年)
- 井澤エイミー (2014年 - 2018年)
- 竹内紫麻（2019年 - ）

2015年は初めての試みとして、3月14日・15日の岡山国際サーキットでの公式テストをBSスカパー!で生中継で放送した。

### 地上波放送
フジテレビ『FNN Live News α』にて2024年3月4日より毎週月曜にモータースポーツを扱うコーナー『Monday Motor SPORT』が開始され、レースなどの情報を放送。
2025年4月5日よりテレビ東京にてSUPER GTを中心とする情報番組『RACING LABO SUPER GT+KYOJO』を放送。

### インターネット配信
SUPER GT公式サイトにて決勝日夜間よりレース後の無料ダイジェストムービーも配信。2019年からは、Youtubeの公式チャンネルでその年の毎レースのフル映像を配信している。また、過去(2009年以降)の決勝全レース(JAF GP FUJI SPRINT CUPのSUPERGTレース分も含む)のフル映像が配信されている。また、予選についても2017年以降の全レースのフル映像が配信されている。2012年からは、J SPORTSがニコニコ生放送で予選の無料生中継を実施、2014年の鈴鹿1000kmからは決勝の有料配信を実施している。また、2013年からはスカパー!オンデマンドによる予選・決勝の生中継や録画配信を行っている。2015年7月に開始したJ SPORTSオンデマンドでは予選・決勝に加えオンデマンド限定で公式練習、ウォームアップ走行なども生中継される。
日本国外向けには、2018年までは「NISMO TV」がライブ配信を行っていたが、同年で契約が終了し、2019年からは放映権がマレーシアの「Haro Sports」に移行。同社による東南アジア向けの配信のほか、同年の第2戦からはサブライセンスを受ける形でmotorsport.tvが全世界向けのネット配信を行うことになった。
2022年からは『SUPER GT VIDEO Online』の動画ポータルサイトが開始される。
2024年4月15日よりABEMA Sports LIVE3にて『ABEMA SUPER GTダイジェスト』を配信。2025年は4月18日より『笑って学べる！超GTぱーてぃー』を配信。

### 過去の放送
地上波
- 前身の全日本GT選手権時代はテレビ東京で約1時間半のダイジェストが主に週末午後の時間帯で放送された。
- 2003年から2010年3月まで、テレビ東京がSUPER GTを中心とする情報番組『激走!GT』を放送。
- 2007年9月まで、テレ玉他で放送されている自動車情報番組『CAR Hyper』にて、GT300クラスを中心としたレースリポートを放送。
- 2006年シリーズからはフジテレビのモータースポーツ情報番組『モタ・スポ!』にてレースダイジェストが放映されていた。
- 2010年シーズンはフジテレビで、『フジテレビ スーパーGTコンプリート』にて月1回程度でSUPER GTのレースダイジェストなどを放送。
- 2011年4月から2022年3月27日（28日深夜）までテレビ東京がSUPER GTを中心とする情報番組『SUPER GT+』を放送。[95][96]

BSデジタル
- 2007年から2009年までBS日テレにて、2010年からはBSフジにて、HD制作番組の録画放送[注 89]が開始され再放送も行われていた。

モバイル
- 2009年3月31日15時まで、モバHO!のチャンネルONEが2005年からライブ放送継を行っていた。

### 過去のインターネット配信
グランツーリスモTV以外2006年から配信を開始した。2006年はYahoo!動画にてライブ配信を行っていたが1年で終了。SUPERGT.netとGyaOとDOING.TVは2007年にも録画配信。PlayStation 3のゲームソフト『グランツーリスモ5プロローグ』内における動画配信サービス グランツーリスモTVでは2007年に2006年のものからダイジェスト版という形で有料配信され、同ハードのゲームソフト『グランツーリスモ5』内に於ける動画配信サービス グランツーリスモTVでは2010年に、2008年のものから2012年の一部レースのダイジェスト版という形で有料配信された。
- SUPERGT.net -  2006年&2007年の決勝レースダイジェストをVOD配信。
- GyaO (USEN) - 2007年の全戦の決勝レース映像と、GT500クラスマシンのオンボード映像をVOD配信。
- DOING.TV (オープンインタフェース) - 現在は利用出来ない。2006年、2007年の全戦をマルチアングルでVOD配信。
- Yahoo!動画 (Yahoo! JAPAN) - 2006年国内開催全8戦の生中継ライブ配信を行った[注 92]。
- エキサイト - 公認ファンサイトにて2006年全9戦のダイジェスト版と独自のオリジナル番組のVOD配信を行った。
- グランツーリスモTV (グランツーリスモ5プロローグ) - 2006年からのダイジェスト版が有料配信された[注 90]。
- グランツーリスモTV (グランツーリスモ5) - 2008年からのダイジェスト版が有料配信された[注 93]。

### 国際映像制作スタッフ
- TP︰長嶋英弘
- TD/SW︰西山和伸
- 撮影︰国家秀平、大橋英昭、本澤権示、矢口誠司、影山拓也、友部宣耀、中島賢、藤村太史、原田憲二、中村陽一、棚原佑介
- 監視システム︰福田幸雄
- CA︰宮西美紀、城間翔伍、岩田洋
- 映像︰平井昭弘、藤井律男、沖本亮一、青木洋子、廣嶋理奈
- 音声︰品岡研太、田中貢、藤井昭、高橋諒、奥野紗知、日下正孝
- CG︰浅嶋悠太、田島健、野末靖晶、植松真冴
- イントレ︰中田順一郎
- 車載技術︰伊藤輝英、熱田恒雄、青天目章吾、深見竜士、飯塚侑哉
- 技術協力︰テレテック、テクノネット、2and4、テーク・ワン オーディオ、プラスミック・シーエフピー、バンセイ
- 企画︰大峡隆之
- 構成︰大野拓也
- 営業︰宮崎陽子
- プロモーション︰大川佳佑、宮澤健
- 技術︰大家史郎、岩本真明
- 国際映像︰奥野篤史
- ディレクター︰三原正寛、神保周吾、石井利幸、小林祐介、藤井将人、神保晴彦、奥野真也、近藤歩、松村友葉
- 演出︰竹森禎敏
- プロデューサー︰市川浩一郎（GTA）、三原弘（J SPORTS）、荒木陽太（クロステック）
- 制作協力︰クロステック
- 制作著作︰GTA、J SPORTS

## 歴代チャンピオン
| 年     | ドライバー（マシン/タイヤ）                                      | ドライバー（マシン/タイヤ）                                                                | チーム                     | チーム                      |
| 年     | GT500                                                            | GT300                                                                                      | GT500                      | GT300                       |
| ------ | ---------------------------------------------------------------- | ------------------------------------------------------------------------------------------ | -------------------------- | --------------------------- |
| 2005年 | 立川祐路/ 高木虎之介 （ZENT セルモ スープラ/BS）                 | 山野哲也/ 佐々木孝太 （RECKLESS MR-S/MI）                                                  | NISMO                      | TEAM RECKLESS               |
| 2006年 | 脇阪寿一/ アンドレ・ロッテラー （OPEN INTERFACE TOM'S SC430/BS） | 山野哲也/ 井入宏之 （雨宮アスパラドリンクRX-7/YH）                                         | TOYOTA TEAM TOM'S          | RE 雨宮レーシング           |
| 2007年 | 伊藤大輔/ ラルフ・ファーマン （ARTA NSX/BS）                     | 大嶋和也/ 石浦宏明 （TOY STORY Racing apr MR-S/MI）                                        | AUTOBACS RACING TEAM AGURI | Cars Tokai Dream28          |
| 2008年 | 本山哲/ ブノワ・トレルイエ （XANAVI NISMO GT-R/BS）              | 星野一樹/ 安田裕信 （MOLA レオパレス Z/MI）                                                | PETRONAS TOYOTA TEAM TOM'S | MOLA                        |
| 2009年 | 脇阪寿一/ アンドレ・ロッテラー （PETRONAS TOM'S SC430/BS）       | 織戸学/ 片岡龍也 （ウェッズスポーツ IS350/YH）                                             | LEXUS TEAM PETRONAS TOM'S  | RACING PROJECT BANDOH       |
| 2010年 | 小暮卓史/ ロイック・デュバル （ウイダー HSV-010/BS）             | 星野一樹/ 柳田真孝 （TOMICA Z/YH）                                                         | ウイダー ホンダ レーシング | HASEMI MOTOR SPORT          |
| 2011年 | 柳田真孝/ ロニー・クインタレッリ （S Road MOLA GT-R/MI）         | 谷口信輝/ 番場琢 （初音ミク グッドスマイル BMW/YH）                                        | MOLA                       | GSR&Studie with TeamUKYO    |
| 2012年 | 柳田真孝/ ロニー・クインタレッリ （S Road REITO MOLA GT-R/MI）   | 峰尾恭輔/ 横溝直輝 （エンドレス TAISAN 911/YH）                                            | MOLA                       | Team TAISAN ENDLESS         |
| 2013年 | 立川祐路/ 平手晃平 （ZENT CERUMO SC430/BS）                      | 武藤英紀/ 中山友貴 （MUGEN CR-Z GT/BS）                                                    | LEXUS TEAM ZENT CERUMO     | TEAM 無限                   |
| 2014年 | 松田次生/ ロニー・クインタレッリ （MOTUL AUTECH GT-R/MI）        | 谷口信輝/ 片岡龍也 （グッドスマイル 初音ミク Z4/YH）                                       | NISMO                      | GAINER                      |
| 2015年 | 松田次生/ ロニー・クインタレッリ （MOTUL AUTECH GT-R/MI）        | アンドレ・クート （GAINER TANAX GT-R/DL）                                                  | NISMO                      | GAINER                      |
| 2016年 | ヘイキ・コバライネン/ 平手晃平 （DENSO KOBELCO SARD RC F/BS）    | 土屋武士/ 松井孝允 （VivaC 86 MC/YH）                                                      | LEXUS TEAM SARD            | VivaC team TSUCHIYA         |
| 2017年 | 平川亮/ ニック・キャシディ （KeePer TOM'S LC500/BS）             | 谷口信輝/ 片岡龍也 （グッドスマイル 初音ミク AMG/YH)                                       | LEXUS TEAM KeePer TOM'S    | GOODSMILE RACING & TeamUKYO |
| 2018年 | 山本尚貴/ ジェンソン・バトン （RAYBRIG NSX-GT/BS）               | 黒澤治樹/ 蒲生尚弥 （LEON CVSTOS AMG/BS）                                                  | TEAM KUNIMITSU             | K2 R&D LEON RACING          |
| 2019年 | 大嶋和也/ 山下健太 （WAKO'S 4CR LC500/BS）                       | 高木真一/ 福住仁嶺 （ARTA NSX GT3/BS）                                                     | LEXUS TEAM KeePer TOM'S    | ARTA                        |
| 2020年 | 山本尚貴/ 牧野任祐 （RAYBRIG NSX-GT/BS）                         | 藤波清斗/ ジョアオ・パオロ・デ・オリベイラ （リアライズ 日産自動車大学校 GT-R/YH）         | TEAM KUNIMITSU             | KONDO RACING                |
| 2021年 | 関口雄飛/ 坪井翔 （au TOM'S GR Supra/BS）                        | 井口卓人/ 山内英輝 （SUBARU BRZ R&D SPORT/DL）                                             | TGR TEAM au TOM'S          | R&D SPORT                   |
| 2022年 | 平峰一貴/ ベルトラン・バゲット （カルソニック IMPUL Z/BS）       | 藤波清斗/ ジョアオ・パオロ・デ・オリベイラ （リアライズ 日産メカニックチャレンジ GT-R/YH） | TEAM IMPUL                 | KONDO RACING                |
| 2023年 | 坪井翔/ 宮田莉朋 （au TOM'S GR Supra/BS）                        | 吉田広樹/ 川合孝汰 （埼玉トヨペットGB GR Supra GT/BS）                                     | TGR TEAM au TOM'S          | 埼玉トヨペット Green Brave  |
| 2024年 | 坪井翔/ 山下健太 （au TOM'S GR Supra/BS）                        | 小暮卓史/ 元嶋佑弥 （VENTENY Lamborghini GT3）                                             | TGR TEAM au TOM'S          | JLOC                        |

※2004年以前の歴代チャンピオンは全日本GT選手権の項を参照。